# Gustav Mahler
|  | «Mahler» redirigeix aquí. Vegeu-ne altres significats a «Alma Mahler». |

Gustav Mahler (pronunciació en alemany: /ˌg̊ʊstaf o ˌg̊ʊstɑf ˈmɑːlɐ/) (Kaliště, 7 de juliol de 1860 – Viena, 18 de maig de 1911) fou un compositor, director d'orquestra i pianista austro-bohemi, considerat un dels compositors més importants del postromanticisme i un dels principals directors de la seva generació.
Com a compositor va actuar com a pont entre la tradició austro-alemanya del segle xix i el modernisme de principis del segle xx. Mentre que en vida el seu estatus de director era establert fora de dubte, la seva pròpia música va guanyar gran popularitat només després de períodes de relativa negligència que incloïa la prohibició de la seva representació a gran part d'Europa durant l'època nazi. Després de 1945, les seves composicions van ser redescobertes per una nova generació d'oients; Mahler es va convertir en un dels més freqüentats i enregistrats de tots els compositors, posició que ha mantingut fins al segle xxi. El 2016, una enquesta de la BBC Music Magazine a 151 directors va classificar tres de les seves simfonies en les deu primeres simfonies de tots els temps.
Nascut a Bohèmia (llavors part de l'Imperi austríac) de pares jueus de circumstàncies humils, Mahler de parla alemanya va mostrar els seus dots musicals a una edat primerenca. Després de graduar-se al Conservatori de Viena el 1878, va aconseguir un seguit de càrrecs de gran importància en els teatres d'òpera d'Europa, culminant en el seu nomenament el 1897 com a director de l'Òpera de l'Estat de Viena (Hofoper). Durant aquests deu anys a Viena, Mahler, que s'havia convertit al catolicisme per aconseguir el càrrec, va experimentar una oposició i hostilitat regulars de la premsa antisemita. No obstant això, les seves innovadores produccions i la seva insistència en els estàndards de rendiment més elevats van assegurar la reputació de ser un dels més grans directors d'òpera, especialment de Wagner, Mozart i Txaikovski. A la fi de la seva vida va ser breument director de la Metropolitan Opera de Nova York i de la Filharmònica de Nova York.
L'obra de Mahler és relativament limitada. Va compondre deu simfonies i diversos cicles de lieder, entre els quals cal destacar Das Lied von der Erde (El cant de la terra). Durant la major part de la seva vida la composició era necessàriament una activitat a temps parcial mentre es guanyava la vida com a director d'orquestra. A part dels primers treballs, com ara un moviment d'un quartet de piano compost quan era estudiant a Viena, les obres de Mahler són generalment dissenyades per a grans forces orquestrals, cors simfònics i solistes operístics. Aquestes obres eren freqüentment controvertides quan es van presentar per primera vegada, i diverses van tardar a rebre l'aprovació crítica i popular; les excepcions van incloure la segona i tercera simfonia, i l'estrena triomfal de la seva vuitena simfonia el 1910. Dmitri Xostakóvitx, Benjamin Britten, Leonard Bernstein i Peter Maxwell Davies són entre els compositors del segle xx més influenciats per Mahler. L'Institut Internacional Gustav Mahler es va establir el 1955 per honrar la vida i l'obra del compositor.

## Biografia

### Antecedents familiars

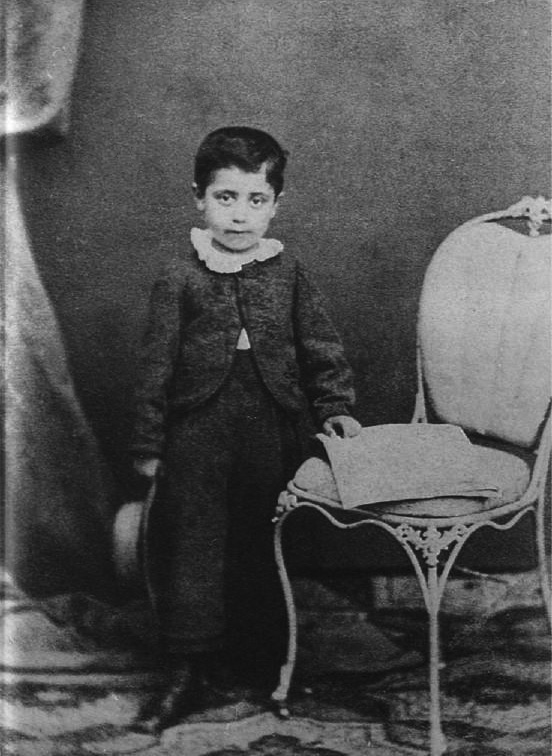
Gustav Mahler infant

La família Mahler venia de l'oest de Bohèmia oriental i era humil; l'àvia del compositor havia estat una venedora ambulant. Bohèmia era llavors part de l'Imperi austríac; la família Mahler pertanyia a una minoria de parla alemanya entre els bohemis i eren també jueus asquenazites. Des d'aquest context, el futur compositor es va desenvolupar molt d'hora en un sentit permanent de l'exili, «sempre un intrús, mai acollit».
Bernhard Mahler, fill de la venedora i pare del compositor, va aconseguir arribar a la petita burgesia com a cotxer i després com a propietari d'un alberg. La família va comprar una casa modesta al poble de Kalischt (actualment Kaliště), a mig camí entre Praga a Bohèmia i Brno a Moràvia, al centre geogràfic de la República Txeca actual. L'esposa de Bernhard, Marie (Herrmann), va donar a llum el primer dels 14 fills de la parella, un fill Isidor, que va morir a la infància. Dos anys més tard, el 7 de juliol de 1860, va néixer el seu segon fill, Gustav.

### Infantesa

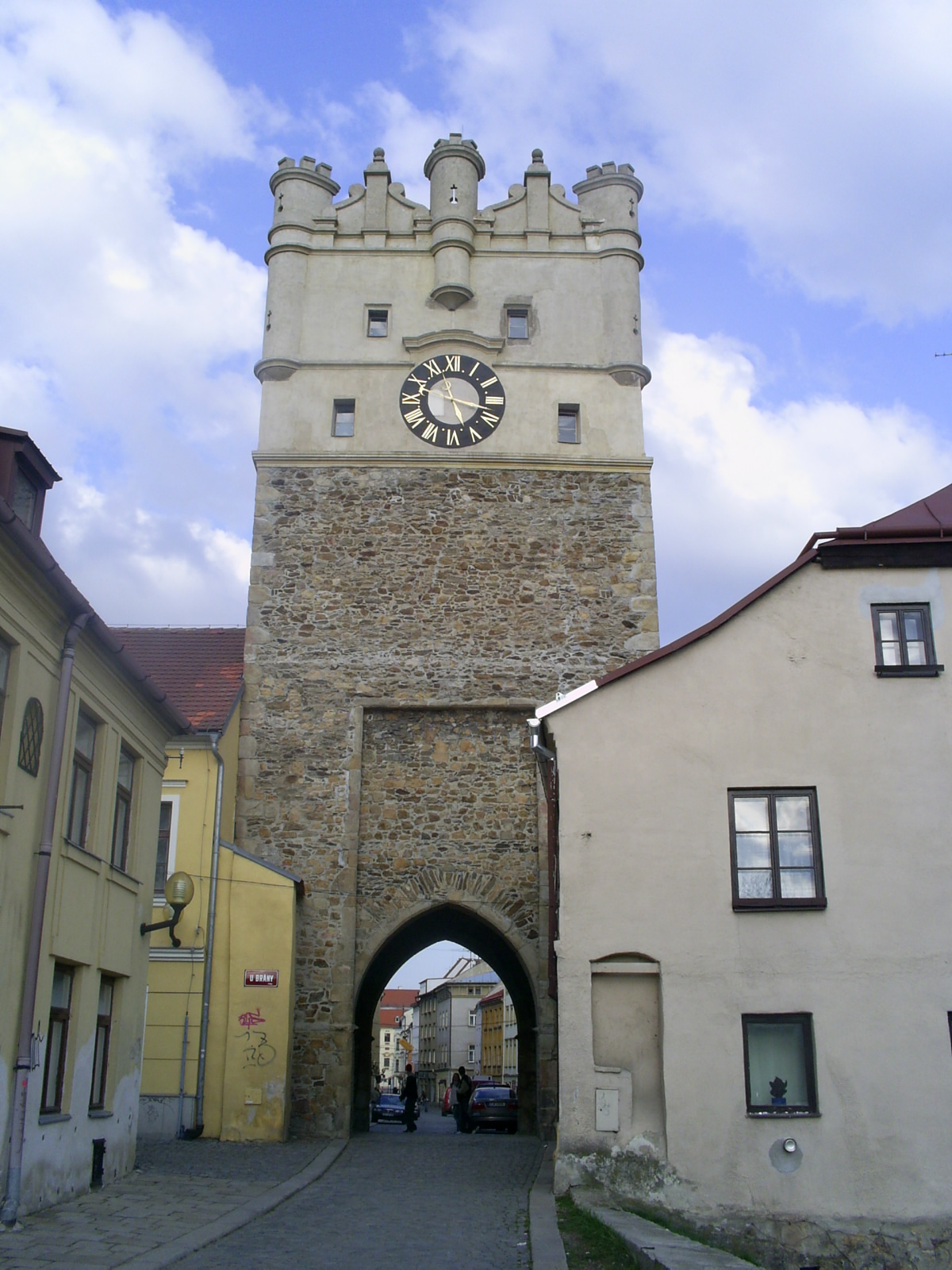
Jihlava, on Mahler va créixer

L'octubre de 1860, Bernhard Mahler es va mudar amb la seva esposa i el seu fill, Gustav, a la ciutat d'Iglau (Jihlava), a 25 km al sud-est (Moràvia), on va construir una destil·leria i una taverna. La família va créixer ràpidament, però dels 12 nens (tres filles) nascuts de la família a Iglau només sis van sobreviure a la infància. Iglau era llavors una pròspera ciutat comercial de 20.000 habitants on Gustav es va introduir a la música a través de cançons de carrer, cançons de dansa, melodies populars i trucades de trompeta i marxes de la banda militar local. Tots aquests elements contribuirien més tard al seu vocabulari musical madur.
Quan tenia quatre anys, Gustav va descobrir el piano dels seus avis i el va començar a tocar immediatament. Va desenvolupar les seves habilitats tècniques de tal manera que va ser considerat un nen prodigi local i va fer la seva primera actuació pública al teatre de la ciutat quan tenia deu anys. Encara que a Gustav li agradava molt fer música, els seus informes del gymnasium d'Iglau el van qualificar d'absent i poc fiable en el treball acadèmic. El 1871, amb l'esperança de millorar els resultats del noi, el seu pare el va enviar al gymnasium Nové Město de Praga, però Gustav no estava content i aviat va tornar a Iglau. El 13 d'abril de 1875 va patir una amarga pèrdua personal quan el seu germà menor Ernst (nascut el 18 de març de 1862) va morir després d'una llarga malaltia. Mahler va intentar expressar els seus sentiments en la música: amb l'ajuda d'un amic, Josef Steiner, va començar a treballar en una òpera, Herzog Ernst von Schwaben (Duc Ernest de Suàbia) en homenatge al seu germà perdut. Ni la música ni el llibret d'aquesta obra han sobreviscut.

### Vida d'estudiant

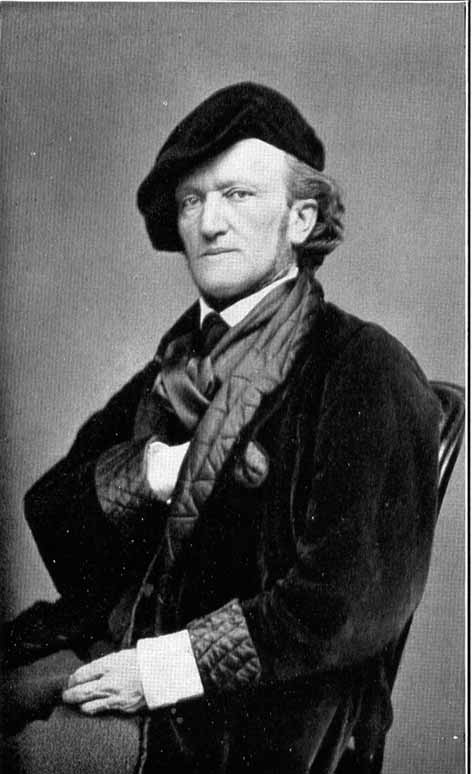
La influència de Richard Wagner va ser important durant els anys d'estudiant de Mahler. Posteriorment es va convertir en un destacat intèrpret de les seves obres

Bernhard Mahler va recolzar les ambicions del seu fill per a una carrera musical, i va acordar amb el noi intentar entrar al Conservatori de Viena. El jove Mahler va ser audicionat pel renomenat pianista Julius Epstein, i acceptat per al curs 1875-1876. Va compartir habitació amb Hans Rott. Va fer grans progressos en els seus estudis de piano amb Epstein i va guanyar premis al final de cada un dels seus dos primers anys. Durant l'últim any, de 1877 a 1878, es va concentrar en la composició i l'harmonia amb Robert Fuchs i Franz Krenn. Algunes composicions de l'època d'estudiant de Mahler han sobreviscut; la majoria van ser abandonades quan es va mostrar insatisfet amb elles. Va destruir un moviment simfònic preparat per a una competició de final de curs, després del rebuig desdenyat del director autocràtic Joseph Hellmesberger per haver comès errors. Mahler segurament va obtenir la seva primera experiència en la direcció amb l'orquestra estudiantil del Conservatori, en proves i actuacions, tot i que sembla que el seu paper principal en aquesta orquestra va ser com a percussionista.
Entre els companys de Mahler al Conservatori hi havia el futur compositor Hugo Wolf, amb qui va mantenir una estreta amistat. Wolf no estava capacitat per suportar l'estricta disciplina de la institució i va ser expulsat. Mahler, encara que de vegades va ser rebel, va evitar el mateix destí únicament escrivint una carta de disculpes a Hellmesberger. Va assistir a conferències ocasionals d'Anton Bruckner a la Universitat de Viena i, encara que formalment mai va ser el seu alumne, va estar influït per ell. El 16 de desembre de 1877, va assistir a la desastrosa estrena de la Tercera Simfonia de Bruckner, en la qual el compositor va fer crits i la major part del públic va marxar. Mahler i altres estudiants afins van preparar una versió per a piano de la simfonia, que va ser presentada a Bruckner. Juntament amb molts estudiants de la seva generació, Mahler va estar influït per Richard Wagner, encara que el seu principal interès va ser el so de la música en lloc de l'escenificació. Es desconeix si va veure alguna de les òperes de Wagner durant els seus anys d'estudiant.
Mahler va abandonar el Conservatori el 1878 amb un diploma però sense la prestigiosa medalla de plata que atorgava la institució per assoliments destacats. Llavors es va inscriure en la Universitat de Viena (per insistència del seu pare es va establir i va passar amb dificultat l'examen d'entrada) i va rebre classes que van reflectir els seus interessos en el desenvolupament de la literatura i la filosofia. Després d'abandonar la Universitat el 1879, Mahler va guanyar alguns diners com a professor de piano, va continuar component i el 1880 va acabar una cantata dramàtica, Das klagende Lied (La cançó del lament). Aquesta, la seva primera obra substancial, té mostres de les influències de Wagner i Bruckner, però inclou molts elements musicals que el musicòleg Deryck Cooke descriu com a «pur Mahler». La seva primera representació no es va produir fins al 1901, presentada en una forma revisada i abreujada. Va participar amb l'obra en un concurs de composició; amb això, planejava decidir si dedicar-se a la composició o a la direcció d'òpera. El jurat era molt conservador, tenia com a membres a Johannes Brahms, Eduard Hanslick, Karl Goldmark i Hans Richter, i les idees innovadores de Mahler, incloent-hi una petita orquestra fora d'escena, no els van convèncer i, per tant, no va guanyar.
Mahler va desenvolupar interès per la filosofia alemanya, i el seu amic Siegfried Lipiner el va introduir en les obres d'Arthur Schopenhauer, Friedrich Nietzsche, Gustav Theodor Fechner i Hermann Lotze. Aquests pensadors van continuar influint al compositor i la seva música molt temps després. El biògraf Jonathan Carr afirma que el cap del compositor «no només era plena del so de les bandes bohèmies, tocs de trompeta i marxes, corals de Bruckner i sonates de Schubert. També estava palpitant amb els problemes de la filosofia i metafísica que havia tractat de resoldre, amb Lipiner».

### Inicis com a director (1880-1887)

#### Primers treballs

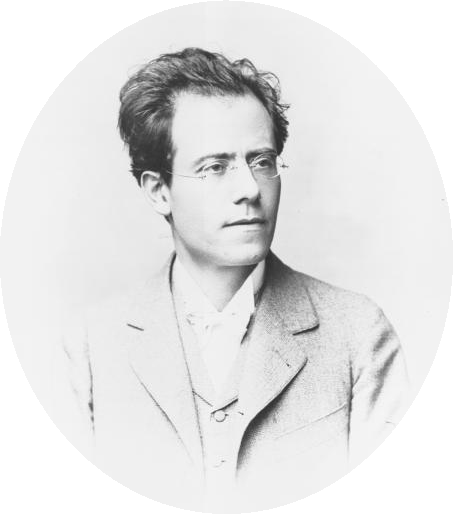
Mahler cap a 1890, als seus trenta anys.

L'estiu de 1880 Mahler va tenir el seu primer treball com a director d'orquestra professional, en un petit teatre a la ciutat balneari de Bad Hall, al sud de Linz. El repertori estava format exclusivament per operetes; en paraules de Carr, va ser «una feina una mica trista», que Mahler va acceptar només després que Julius Epstein li digués que el seu treball aviat milloraria. El 1881 va ser nomenat director al Landestheater de Ljubljana (en aquesta època anomenada Laibach, a Eslovènia), on la companyia, petita però amb recursos, estava preparada per intentar obres més ambicioses. Allà, Mahler va dirigir la seva primera òpera a gran escala, Il trovatore de Verdi, una de les més de 50 que va presentar durant aquesta època a la ciutat. Després de romandre sis mesos en aquest càrrec, va tornar a Viena i va treballar a temps parcial com a mestre del cor del Carltheater de la ciutat.
El gener de 1883 Mahler es va convertir en director d'un atrotinat teatre d'Olomouc. Posteriorment va escriure: «Des del moment en què vaig travessar el llindar del teatre d'Olomouc em vaig sentir com un que espera la ira de Déu». Tot i la pobra relació amb l'orquestra, Mahler va portar cinc òperes noves al teatre, incloent-hi Carmen de Bizet, i es va guanyar a la premsa que inicialment havia estat hostil amb ell. Després d'una setmana a prova en el Teatre Real de Kassel, Mahler va esdevenir el «director coral i musical» del teatre, càrrec que va ocupar des d'agost de 1883. El títol ocultava la realitat que estava subordinat al mestre de capella, Wilhelm Treiber, que estava disgustat amb ell i es va proposar fer-li la vida impossible. Tot i l'atmosfera desagradable, Mahler va tenir moments d'èxit a la ciutat. Va dirigir la representació de la seva òpera preferida, Der Freischütz de Weber, i el 23 de juny de 1884 va dirigir la seva pròpia música incidental per a l'obra de teatre Der Trompeter von Säkkingen (El trompetista de Säkkingen) de Josef Viktor von Scheffel, la primera representació pública professional d'una obra del compositor.  Una ardent però finalment no culminada relació sentimental amb la soprano Johanna Richter va fer que Mahler escrivís una sèrie de poemes d'amor que es van convertir en el text del cicle de cançons Lieder eines fahrenden Gesellen (Cançons d'un company de viatge).

#### Praga i Leipzig

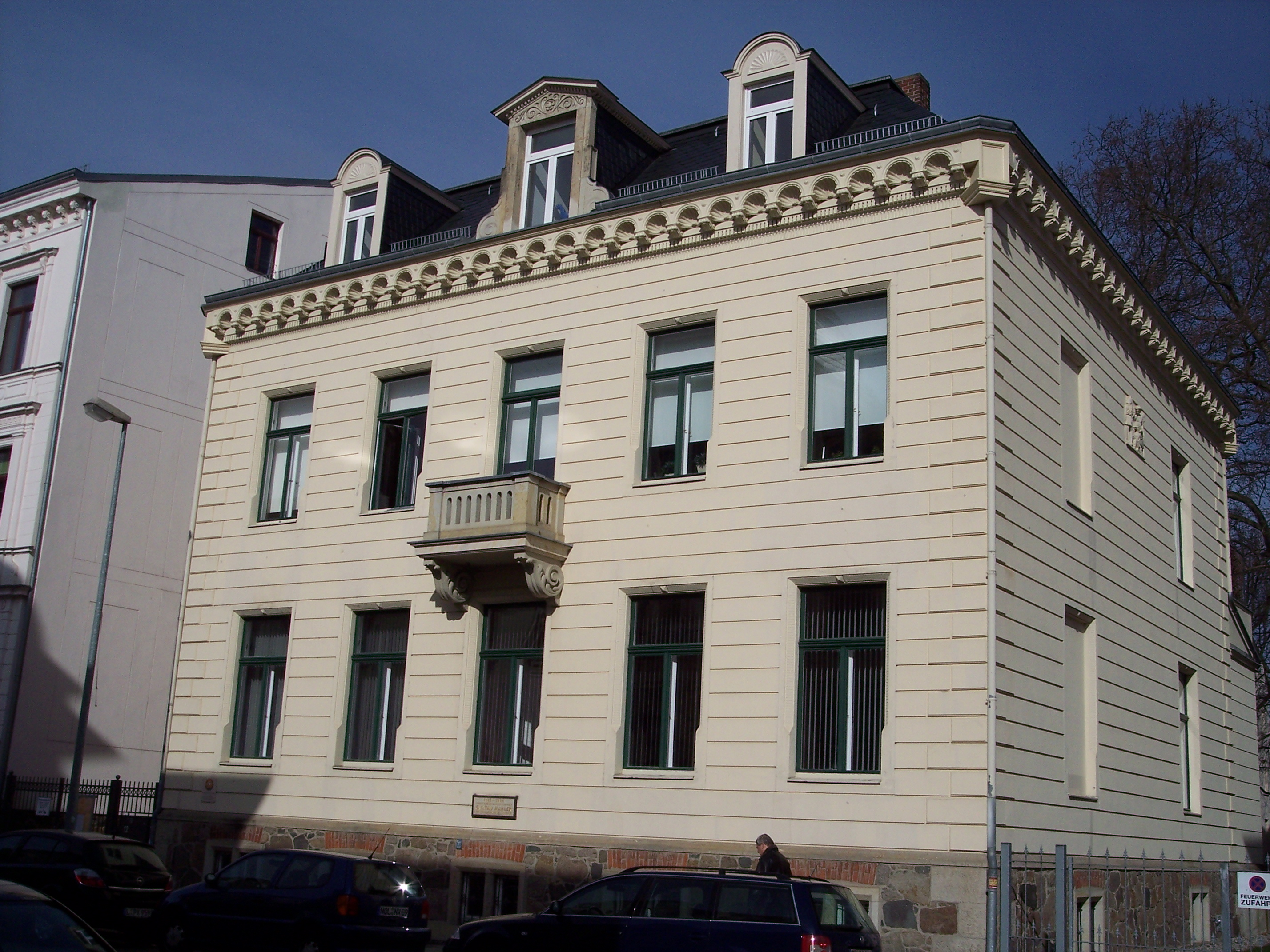
Casa de Mahler a Leipzig, on va compondre la seva Primera Simfonia

A Praga, l'aparició del Renaixement Nacional Txec va augmentar la popularitat i la importància del nou Teatre Nacional i va donar lloc a un descens en la fortuna del Neues Deutsches Theater. La tasca de Mahler era ajudar a aturar aquest declivi, oferint produccions d'alta qualitat d'òperes alemanyes. En poc temps, va tenir èxit en la presentació d'obres de Mozart i Wagner, compositors amb l'obra dels quals seguiria associat la resta de la seva carrera. El seu estil de direcció cada vegada més autocràtic i individualista va dur a la fricció i a una baralla amb el seu company Ludwig Slansky, un director més experimentat. L'abril de 1886 Mahler va deixar Praga per prendre possessió del seu càrrec en el Neues Stadttheater de Leipzig, on va sorgir la rivalitat amb el seu company Arthur Nikisch. Es va deure principalment a la forma en la qual els dos havien de compartir les tasques de direcció teatral de la nova producció de Wagner de la tetralogia L'anell del Nibelung. La malaltia de Nikisch el gener de 1887 va suposar que Mahler es fes càrrec de tot el cicle, el qual va obtenir un rotund èxit de públic. Tanmateix, no era gaire popular entre els membres de l'orquestra, ressentits per la seva actitud dictatorial i els pesats horaris d'assaig.
El gener de 1884 el distingit director Hans von Bülow va portar a l'Orquestra de la cort de Meiningen a Kassel i va oferir dos concerts. Amb l'esperança d'escapar del seu treball en el teatre, Mahler va buscar sense èxit un lloc com a assistent permanent de Bülow. No obstant això, l'any següent els seus esforços per trobar una nova feina van resultar en un contracte de sis anys a la prestigiosa Òpera de Leipzig, que començaria el 1886. No estava disposat a romandre a Kassel un any més, així que va renunciar el juliol de 1885 i amb molta sort li van oferir un lloc en reserva com a director del Neues Deutsches Theater de Praga.
A Leipzig, Mahler va fer amistat amb Carl von Weber, net del compositor Carl Maria von Weber, i van acordar preparar una representació de l'òpera inacabada del seu avi Die drei Pintos (Els tres Pintos). Mahler va transcriure i orquestrar els esbossos musicals existents, va usar parts d'altres obres de Weber i va afegir alguna composició pròpia. L'estrena al Stadttheater el gener de 1888 va ser una ocasió important en la qual Txaikovski va estar present, així com els directors de diversos teatres d'òpera. L'obra va tenir una bona acollida; el seu èxit va ajudar a fer que el perfil públic de Mahler creixés, el que va li reportar guanys financers. La seva relació amb la família Weber es va complicar a causa de la seva relació sentimental amb l'esposa de Carl von Weber, Marion, que, encara que intensa per tots dos costats, no va arribar a res. Aproximadament en aquesta època, Mahler va descobrir la col·lecció de poemes folklòrics Des Knaben Wunderhorn (El corn màgic de la joventut), que dominaria gran part de les seves composicions en els següents dotze anys. 
La recentment adquirida seguretat financera de Mahler li va permetre renunciar al seu càrrec a Leipzig el maig 1888, després d'una disputa amb el cap d'escena de l'Stadttheater. Sense feina, Mahler va tornar a Praga per treballar en el ressorgiment de Die drei Pintos i la producció de Der Barbier von Bagdad de Peter Cornelius. Aquesta curta estada va acabar de forma desgraciada, amb l'acomiadament de Mahler després d'un rampell durant els assajos. No obstant això, a través dels esforços d'un vell amic vienès, Guido Adler, es va considerar el nom de Mahler com un director potencial per a l'Òpera Nacional d'Hongria a Budapest. Va ser entrevistat, va causar una bona impressió i li van oferir el lloc l'octubre de 1888.

#### Aprenent de compositor

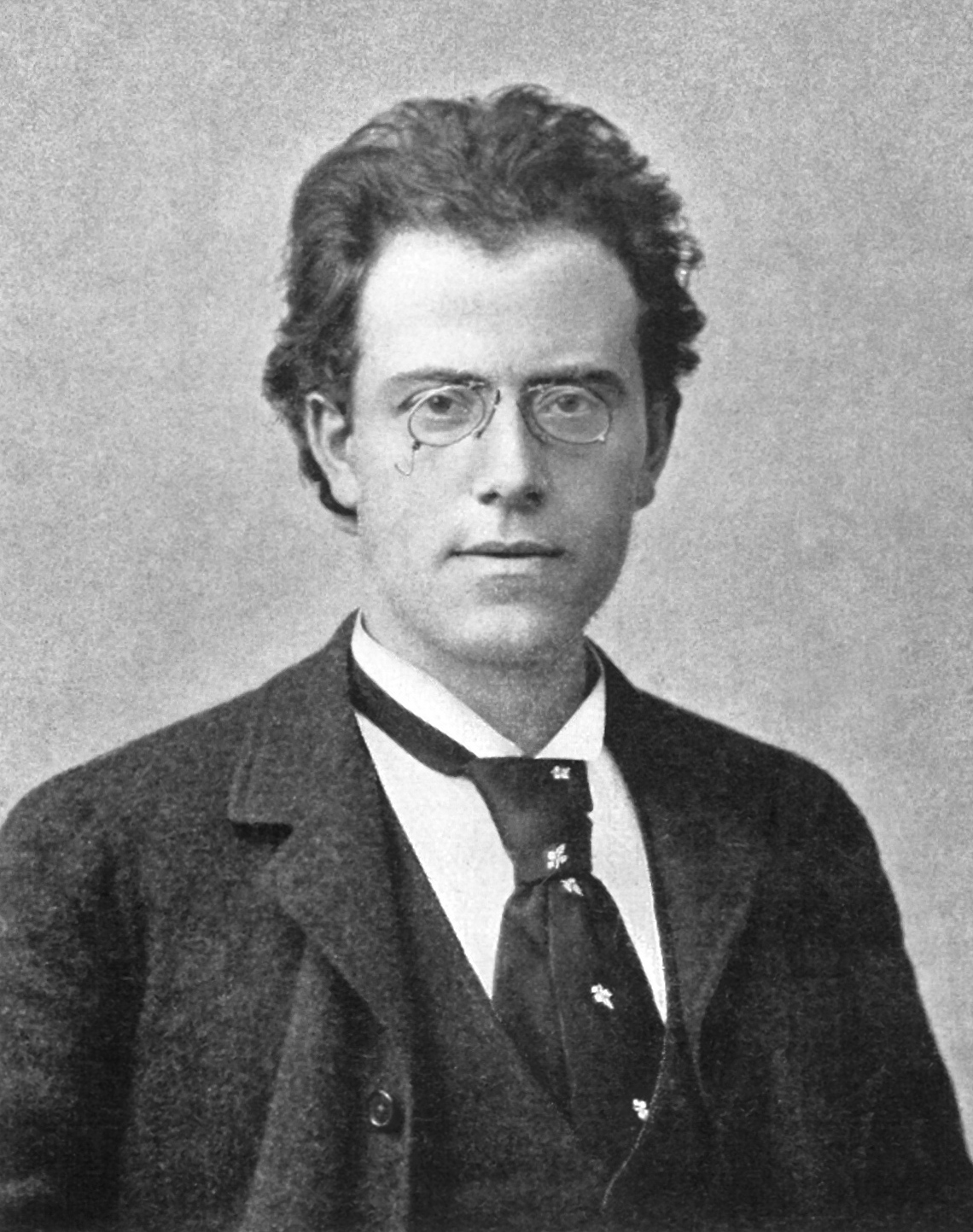
Gustav Mahler el 1892.

Durant els primers anys de la seva carrera com a director, la composició era una activitat que realitzava únicament en el seu temps lliure. Entre els llocs ocupats a Ljubljana i Olomouc va treballar en els arranjaments de versos de Richard Leander i Tirso de Molina, posteriorment recopilats com el primer volum de Lieder und Gesänge (Cançons i aires). El seu primer cicle orquestral de cançons, Lieder eines fahrenden Gesellen, compost a Kassel, estava basat en els seus propis versos, encara que el primer poema, Wenn mein Schatz Hochzeit macht (Quan el meu amoret es casa) segueix de prop el text d'un poema del cicle Wunderhorn. Els aires de les cançons segona i quarta del cicle van ser incorporats a la Primera Simfonia, que va acabar el 1888, mentre mantenia una relació amb Marion von Weber. La intensitat dels sentiments de Mahler està reflectida en la música, que originalment va ser escrita com un poema simfònic de cinc moviments amb un programa descriptiu. Un d'aquests moviments, «Blumine», posteriorment descartat, estava basat en un passatge de la seva primera obra Der Trompeter von Säckingen. Després de completar el poema simfònic, va compondre una marxa fúnebre de vint minuts, o Totenfeier, que posteriorment es convertiria en el primer moviment de la Segona Simfonia.
Sovint s'ha especulat sobre les obres perdudes o destruïdes en els primers anys de Mahler. El director neerlandès Willem Mengelberg creia que la Primera Simfonia era massa madura per ser una primera obra simfònica i havia d'haver tingut predecessores. El 1938 Mengelberg va revelar l'existència de l'anomenat «Arxiu Dresden», una sèrie de manuscrits en possessió de la vídua Marion von Weber. L'arxiu es va destruir gairebé per complet en el bombardeig de Dresden en 1945. Segons l'expert en Mahler Donald Mitchell «hi ha una gran possibilitat que diversos manuscrits importants, a més d'algunes parts de les primeres simfonies, es trobessin a Dresden».

### Budapest i Hamburg (1888-1897)

#### Òpera Reial de Budapest

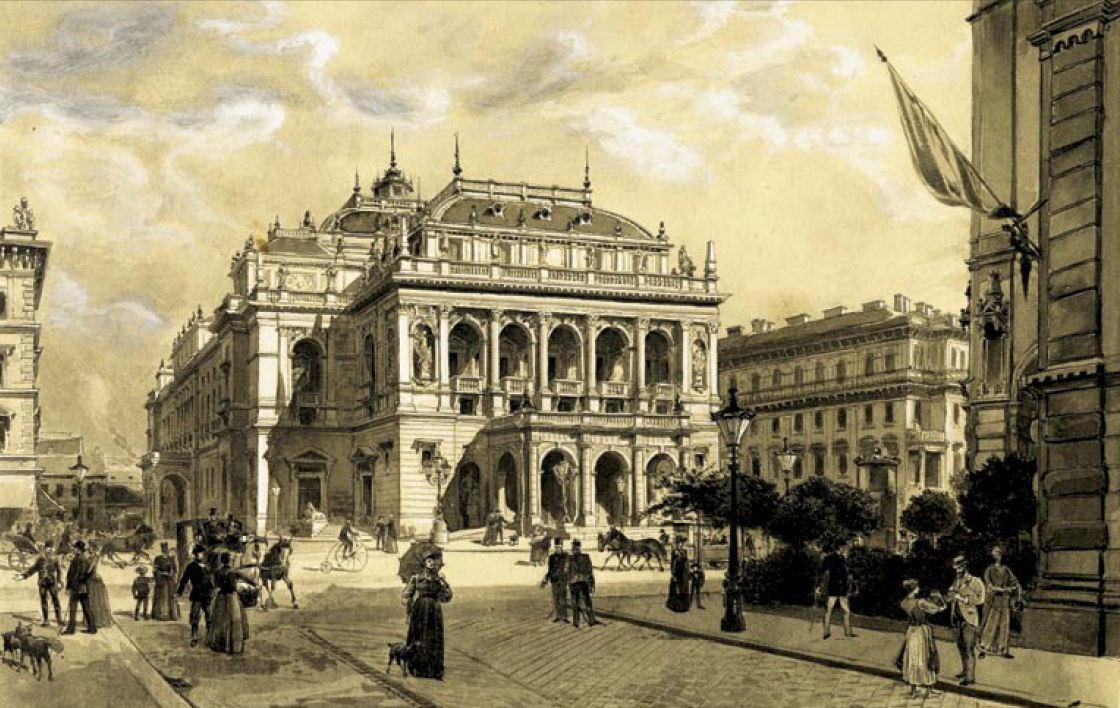
Òpera Nacional d'Hongria el 1893, dos anys després que Mahler renunciés al seu lloc allà

A la seva arribada a Budapest l'octubre de 1888, Mahler va trobar un conflicte cultural entre els conservadors nacionalistes hongaresos, que afavorien una política de magiarització, i els progressistes, que volien mantenir i desenvolupar les tradicions culturals austrogermanes del país. Una dominant camarilla conservadora, liderat pel director musical Sándor Erkel, havia mantingut un limitat repertori d'òperes històriques i folklore en el teatre d'òpera. En el temps en què Mahler va començar les seves funcions, el camp progressista havia guanyat ascendència després del nomenament del liberal Ferenc von Beniczky com a intendent. Conscient de la delicada situació, Mahler es va moure amb cautela. Va endarrerir la seva primera aparició com a director fins al gener de 1889, quan va dirigir les representacions en hongarès de L'or del Rin i La valquíria, amb gran èxit inicial de públic. No obstant això, el seu èxit inicial es va diluir quan els plans per representar la resta de les obres de la tetralogia de L'anell del Nibelung, Sigfrid i El capvespre dels déus, així com altres òperes alemanyes, es van frustrar pel renaixement de la facció conservadora, que va afavorir un programa «hongarès» més tradicional. En la recerca d'òperes no alemanyes per ampliar el repertori, Mahler va visitar Itàlia, on entre les obres que va descobrir es trobava la Cavalleria rusticana de Pietro Mascagni, d'èxit recent.
El febrer de 1889 va morir el seu pare. Posteriorment en aquest mateix any també van morir tant la seva germana Leopoldine com la seva mare. El mateix Mahler va tenir problemes de salut, amb atacs d'hemorroides i migranyes i infeccions de coll recurrents. Poc després d'aquests revessos familiars i de salut va tenir lloc l'estrena de la seva Primera Simfonia a Budapest el 21 de novembre de 1889, que va ser una decepció. La llarga crítica al diari d'August Beer indicava que l'entusiasme posterior als primers moviments va degenerar en una «audible oposició» després del Finale. El compositor va estar especialment afligit pels comentaris negatius del seu contemporani al Conservatori de Viena, Víktor von Herzfeld, que va destacar que Mahler, com molts directors abans que ell, havia demostrat no ser un compositor.
El 1891 el canvi de la política hongaresa cap a la dreta es va reflectir en el teatre d'òpera en el canvi d'intendent de Beniczky per Géza Zichy, un aristòcrata conservador decidit a assumir el control artístic sobre Mahler. Llavors el compositor va començar a negociar amb el director de l'Stadttheater d'Hamburg. El maig de 1891, després d'acordar els termes del seu contracte allà, va renunciar al seu lloc a Budapest. El seu triomf final a Budapest va ser una representació de Don Giovanni que li va fer guanyar elogis de Brahms, que estava present. Durant els seus anys a la ciutat hongaresa, la seva producció compositiva va estar limitada als arranjaments de la cançó Wunderhorn , que es va convertir en els volums II i III dels Lieder und Gesänge , i correccions a la Primera Simfonia.

#### Òpera de l'Estat d'Hamburg

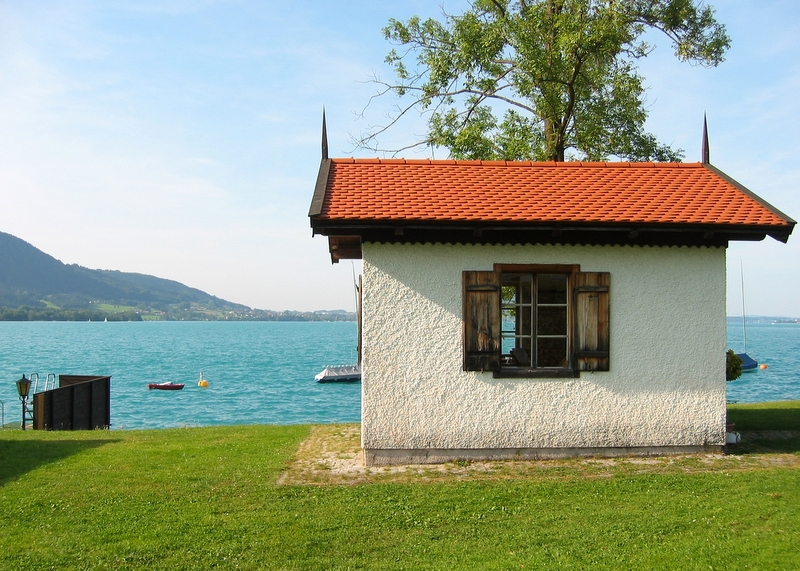
La Komponierhäuschen (cabanya de composició) de Mahler a Steinbach, a la vora del llac Attersee a Àustria

El càrrec de Mahler a Hamburg va ser com a director en cap, subordinat al director, Bernhard Pohl (conegut com a Pollini), que tenia tot el control artístic. Pollini estava preparat per donar a Mahler un considerable marge de maniobra si li reportava a ell, com a director, èxit artístic o comercial. Mahler ho va fer en la seva primera temporada, quan va dirigir Tristany i Isolda de Wagner per primera vegada i va realitzar aclamades representacions de Tannhäuser i Sigfried del mateix compositor. Un altre triomf va ser l'estrena alemanya d'Eugeni Oneguin de Txaikovski, en presència del compositor, que va denominar la forma de dirigir de Mahler com «sorprenent». Els exigents horaris d'assaig de Mahler van fer predictible el ressentiment per part dels cantants i l'orquestra, en els que, segons l'escriptor Peter Franklin, el director «inspirava odi i respecte gairebé en la mateixa mesura». No obstant això, va trobar suport en Hans von Bülow, que era a la ciutat com a director de concerts de subscripció de la ciutat. Bülow, que havia rebutjat els enfocaments de Mahler a Kassel, havia arribat a admirar l'estil de direcció del jove i a la seva mort, el 1894, el txec es va fer càrrec de la direcció dels concerts.

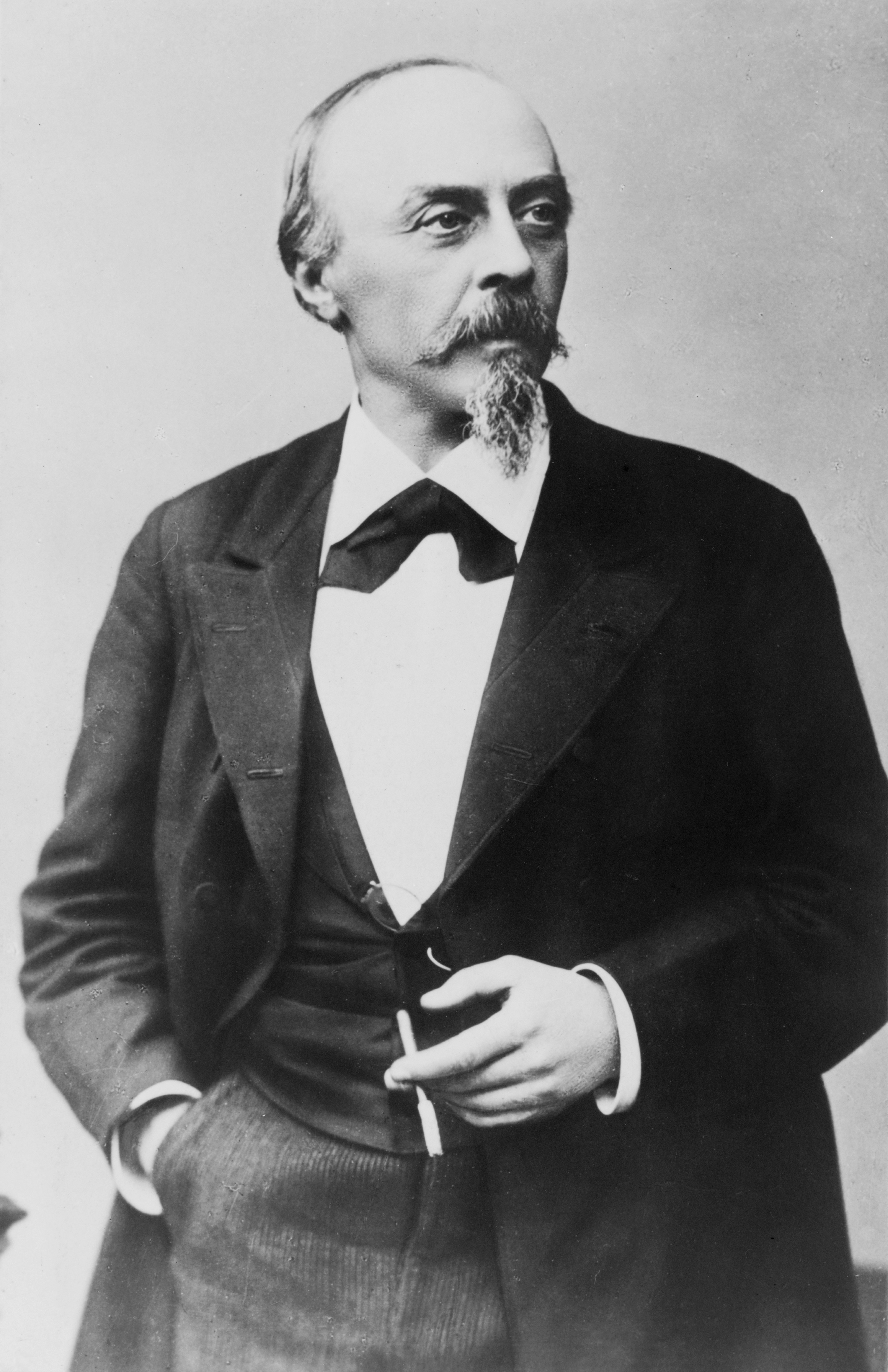
El conegut director Hans von Bülow, que estava a Hamburg com a director de concerts de subscripció, va donar el seu suport a Mahler

L'estiu de 1892 Mahler va portar els cantants d'Hamburg a Londres per participar en una temporada de sis setmanes d'òpera alemanya, en la qual va ser la seva única visita a Gran Bretanya. La seva direcció de Tristany i Isolda va captivar al jove compositor Ralph Vaughan Williams, que «estava estupefacte i no va poder dormir en dues nits». Això no obstant, Mahler va rebutjar les posteriors invitacions perquè estava ansiós per reservar les vacances d'estiu per compondre. El 1893 va comprar un retir a Steinbach, a la vora del llac Attersee a Àustria, i va establir un patró que va mantenir durant la resta de la seva vida; les vacances d'estiu a partir d'aquest moment les dedicaria a compondre, a Steinbach o en els seus successius llocs de retir. En aquell moment va produir, sota la influència de la col·lecció de poemes folklòrics del Wunderhorn, una sèrie d'arranjaments de cançons a Steinbach i hi va compondre la Segona i Tercera Simfonia.
La representació de les seves obres era encara relativament poc freqüent. El 27 d'octubre de 1893, Mahler va dirigir al Ludwig Konzerthaus d'Hamburg una versió revisada de la seva Primera Simfonia, encara amb la seva forma inicial de cinc moviments. Va ser presentada com un Tondichtung (poema simfònic) sota el nom descriptiu de «Titan». Aquest concert també va introduir diversos arranjaments dels recents Wunderhorn. Mahler va aconseguir el primer èxit com a compositor amb la bona rebuda obtinguda per la Segona Simfonia en la seva estrena a Berlín, sota la seva direcció el 13 de desembre de 1895. El seu futur assistent, Bruno Walter, que hi era present, va dir que «un pot datar el començament de la fama [de Mahler] com a compositor des d'aquest dia». Aquest mateix any la seva vida privada va patir un revés pel suïcidi del seu germà menor Otto.
Mahler va introduir nombroses òperes a l'Stadttheater: Falstaff de Verdi, Hänsel und Gretel de Humperdinck i obres de Smetana. No obstant això, el van forçar a renunciar al seu lloc en els concerts de subscripció a causa dels pobres ingressos i la mala acollida que va tenir la interpretació de la seva reescriptura de la Novena Simfonia de Beethoven. Mahler havia deixat clar que la seva meta última era un càrrec a Viena i des de 1895 va maniobrar per aconseguir, amb ajuda d'amics influents, la direcció del Hofoper vienès. Va vèncer la barrera que existia en contra del nomenament de jueus per al lloc gràcies a una pragmàtica conversió al catolicisme el febrer de 1897. Dos mesos després va ser nomenat en el Hofoper, provisionalment com a director de personal amb el títol de mestre de capella.

### Viena (1897-1907)

#### Director de la Hofoper

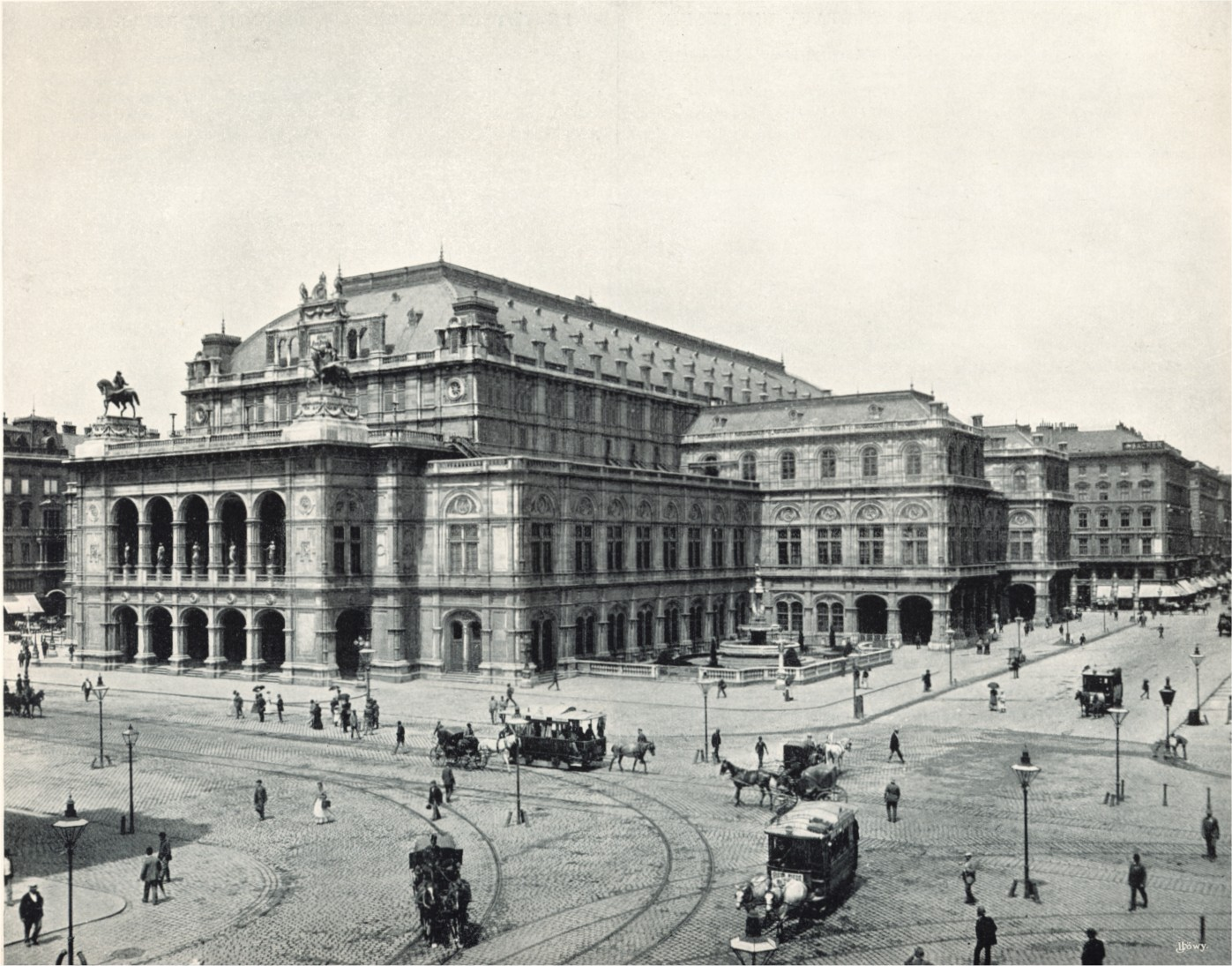
Vista de la Hofoper el 1898, durant l'estada de Mahler com a director

Mentre esperava la confirmació per al lloc de director per part de l'emperador Francesc Josep, Mahler va compartir els drets com a director resident amb Josef Hellmesberger (fill del director del Conservatori) i Hans Richter, un intèrpret de Wagner reconegut internacionalment i director original de la tetralogia L'anell del Nibelung al Festival de Bayreuth el 1876. El director Wilhelm Jahn no havia preguntat a Richter sobre el càrrec de Mahler. Aquest, sensible amb la situació, va escriure a Richter una carta de cortesia per expressar la indestructible admiració pel vell compositor. Posteriorment els dos van estar d'acord en escasses ocasions, però van mantenir les seves diferències al marge.
Viena, la capital imperial dels Habsburg, acabava de triar un alcalde conservador antisemita, Karl Lueger, que un cop havia proclamat: «Jo mateix he decidit qui és un jueu i qui no ho és». El compositor, lamentant el generalitzat antisemitisme del qual va ser objecte en la societat vienesa, solia dir: «Sóc tres vegades estranger: un bohemi entre austríacs; un austríac entre alemanys i un jueu davant del món». En aquesta volàtil atmosfera política, Mahler necessitava una primerenca demostració de les seves credencials culturals alemanyes. El maig de 1897 va deixar la seva empremta inicial amb les representacions molt aclamades de Lohengrin de Wagner i La flauta màgica de Mozart. Justament després del seu èxit amb l'òpera de Mozart, Mahler es va veure forçat a agafar una baixa de diverses setmanes per malaltia, durant la qual la seva germana Justine i la seva companya des de feia temps, la viola Natalie Bauer-Lechner, el van cuidar. Mahler va tornar a Viena a principis d'agost per preparar la primera versió sense talls del cicle de l'Anell. Aquesta representació va tenir lloc entre el 24 i el 27 d'agost, i va recollir lloances de la crítica i l'entusiasme del públic. El seu amic Hugo Wolf va dir a Bauer-Lechner que «per primera vegada he sentit l'Anell com sempre he somiat escoltar-la mentre llegeixo la partitura».
El 8 d'octubre Mahler va ser nomenat oficialment per succeir a Jahn com a director de la Hofoper. La seva primera producció en el nou lloc va ser l'òpera nacionalista txeca Dalibor de Smetana, amb un final reconstruït que mantenia viu l'heroi Dalibor. Aquesta producció va provocar la ira entre els nacionalistes alemanys de Viena més extremistes, que van acusar Mahler de «fraternitzar amb l'antidinástica i inferior nació txeca». Durant el seu mandat, Mahler va introduir un total de 33 noves òperes a la Hofoper; altres 55 produccions van ser renovades. No obstant això, els censors vienesos van rebutjar el propòsit per representar la controvertida òpera de Richard Strauss Salomé el 1905.
Al començament de 1902 Mahler va conèixer a Alfred Roller, un artista i dissenyador associat al moviment de la Secessió de Viena. Un any després Mahler el va nomenar escenògraf en cap de la Hofoper. El debut de Roller va ser una nova producció de Tristany i Isolda. La col·laboració entre els dos va crear més de vint produccions cèlebres, entre les que es troben les òperes Fidelio de Beethoven, Ifigenia en Áulide de Gluck i Les noces de Fígaro de Mozart. En la producció d'aquesta, Mahler va ofendre a alguns puristes en afegir i compondre una escena recitativa curta en el tercer acte.
Malgrat els seus nombrosos èxits teatrals, els anys de Mahler a Viena poques vegades van ser tranquils; les baralles amb els cantants i l'administració del teatre van anar apareixent de manera intermitent durant tot el seu mandat. Encara que els seus mètodes van millorar el nivell, el seu estil histriònic i dictatorial de dirigir van provocar el ressentiment per igual dels membres de l'orquestra i els cantants. El desembre de 1903 es va enfrontar a una revolta de tramoistes, les demandes dels quals per unes millors condicions va rebutjar perquè creia que els extremistes estaven manipulant al personal. La facció antisemita de la societat vienesa, oposada durant molt de temps al nomenament de Mahler, va continuar atacant sense descans i el 1907 van emprendre una campanya en la premsa destinada a expulsar-lo. En aquesta època tenia discrepàncies amb l'administració del teatre per la quantitat de temps que dedicava a la seva pròpia música, i estava preparat per marxar. Al començament de 1907 va iniciar converses amb Heinrich Conried, director del Metropolitan Opera House, i al juny va signar el contracte, en termes molt favorables, per dirigir a Nova York durant quatre temporades. Al final de l'estiu va presentar la dimissió al Hofoper i el 15 d'octubre va dirigir Fidelio. En deu anys, Mahler havia donat una nova vida al teatre d'òpera i sanejat els seus comptes, però va fer pocs amics (es deia que tractava als músics com un domador de lleons tracta als seus animals). El seu missatge de comiat a la companyia, que va deixar en un tauler d'anuncis, va ser trencat i escampat per terra. Després de dirigir l'orquestra del Hofoper en un concert de comiat amb una representació de la seva Segona Simfonia el 24 de novembre, Mahler va marxar de Viena cap a Nova York a principis de desembre.

#### Concerts filharmònics

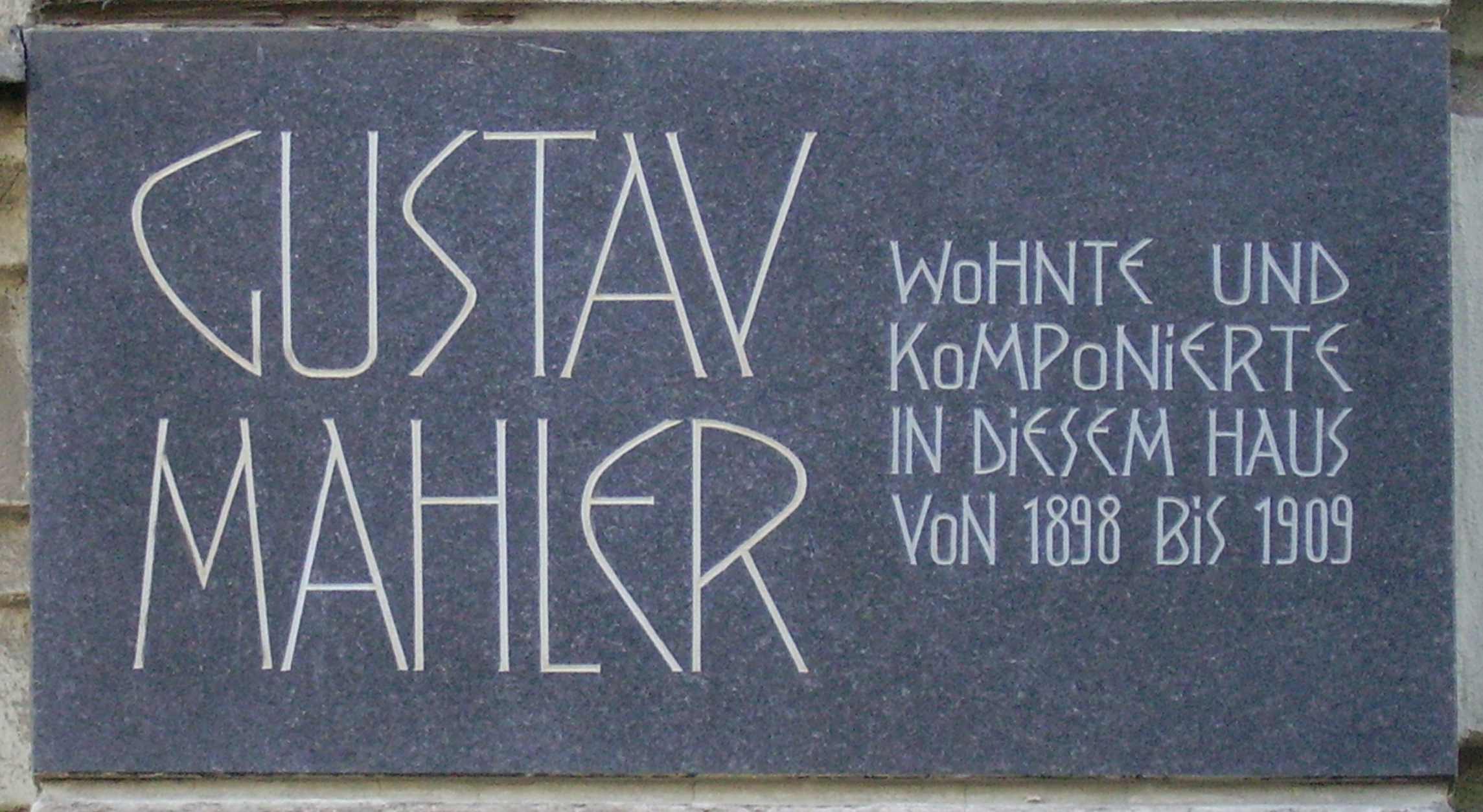
Placa a l'apartament de Mahler a Viena, al número 2 de l'Auenbruggergasse.

Quan Richter va renunciar com a director dels concerts de subscripció de la Filharmònica de Viena el setembre de 1898, la comissió de concerts havia triat per unanimitat a Mahler com el seu successor. El nomenament no va ser del tot ben rebut. La premsa antisemita es va preguntar si, pel fet de no ser alemany, Mahler podria ser capaç de defensar la música alemanya. El nombre de visites va augmentar considerablement en la seva primera temporada, però els membres de l'orquestra estaven particularment ressentits amb els seus hàbits de reescriure reconegudes obres mestres i per la programació d'assajos addicionals d'obres amb les quals estaven àmpliament familiaritzats. L'intent per part de l'òpera que Richter tornés per a la temporada de 1899 va fracassar, perquè el director no estava interessat. La posició de Mahler es va veure afeblida quan, el 1900, va portar l'orquestra a París per a tocar a la Exposició Universal. Els concerts de París van tenir una pobra acollida i van perdre diners (Mahler va haver de demanar un préstec a la família Rothschild per al bitllet de l'orquestra).  L'abril de 1901, afectat per la seva recurrent malaltia i fastiguejat pels nombrosos enfrontaments amb l'orquestra, Mahler va renunciar a la direcció de concerts de la Filharmònica. En les seves tres temporades havia representat al voltant de 80 obres diferents, que van incloure peces de compositors relativament desconeguts com Hermann Goetz, Wilhelm Kienzl i l'italià Lorenzo Perosi.

#### Maduresa com a compositor

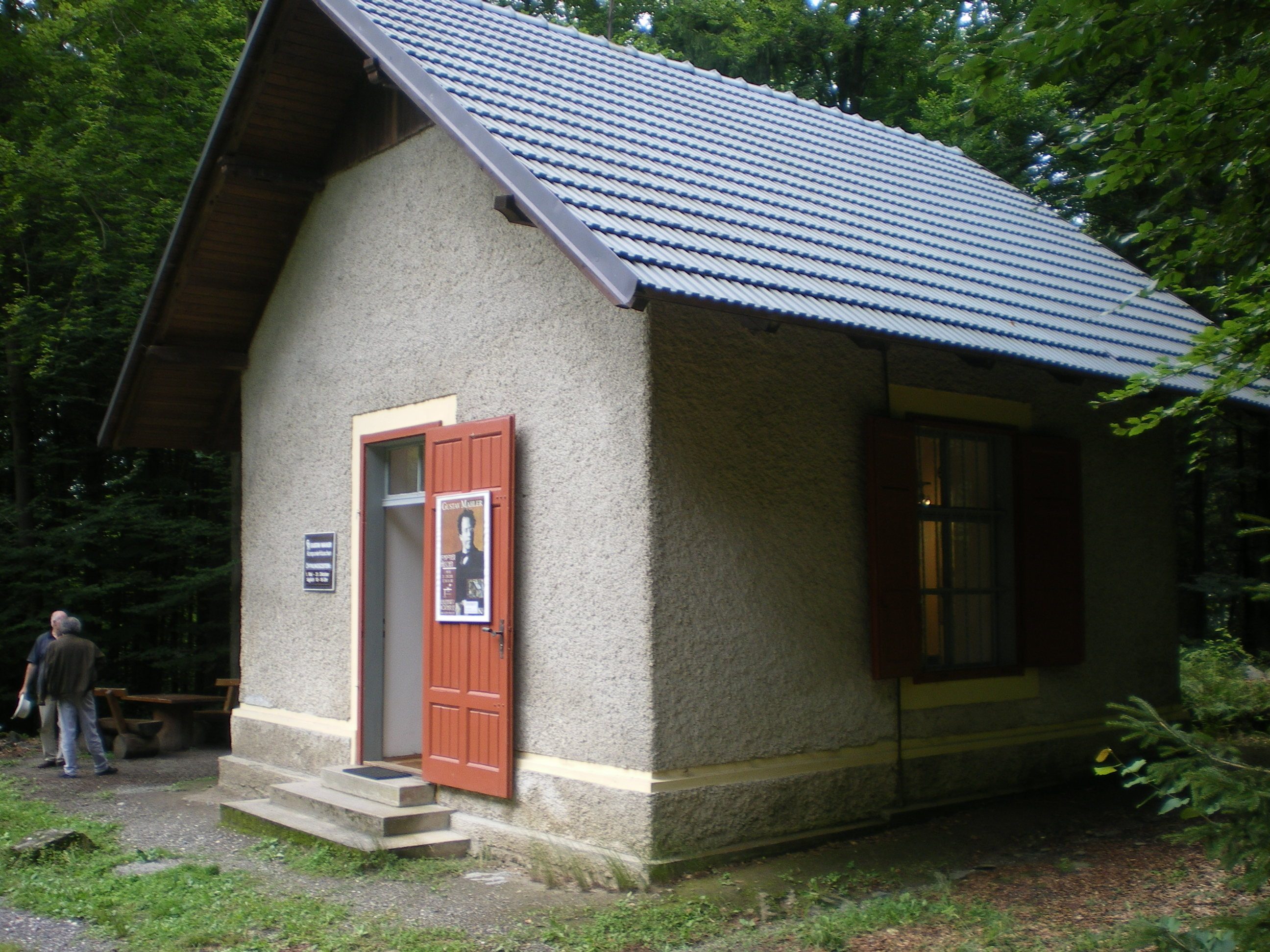
La segona caseta de composició de Mahler, a Maiernigg (prop de Klagenfurt), a la vora del llac Wörthersee a Carintia.

La seva doble ocupació a Viena va absorbir inicialment tot el seu temps i energia, però el 1899 havia tornat a compondre. La resta d'anys a la ciutat van ser particularment fructífers. Mentre treballava en l'últim dels seus Des Knaben Wunderhorn, va començar la Quarta Simfonia, que va completar el 1900. En aquesta època havia abandonat la cabanya en la qual componia a Steinbach i n'havia adquirit una altra, a Maiernigg a les ribes del Wörthersee a Caríntia, on posteriorment va construir una casa. En aquest nou emplaçament va començar el que es considera en general com el seu període compositiu «mitjà» o post Wunderhorn. Entre 1901 i 1904 va escriure deu arranjaments de poemes de Friedrich Rückert, cinc dels quals va recopilar com Rückert-Lieder. Els altres cinc van formar el cicle de cançons Kindertotenlieder (Cançons als infants morts). La trilogia de simfonies orquestrals, la Cinquena, la Sisena i la Setena les va compondre a Maiernigg entre 1901 i 1905, i la Vuitena el 1906, en vuit setmanes d'activitat frenètica.
En aquest mateix període es van començar a interpretar les seves obres amb creixent freqüència. L'abril de 1899 va dirigir l'estrena a Viena de la Segona Simfonia. El 17 de febrer de 1901 va tenir lloc la primera representació pública de Das klagende Lied, en la forma revisada en dos moviments. Posteriorment, al novembre d'aquest any, va dirigir l'estrena de la Quarta Simfonia a Múnic i va estar a la tribuna de la primera representació completa de la seva Tercera Simfonia al festival Allgemeiner Deutscher Musikverein de Krefeld el 9 de juny del 1902. Llavors, les «primeres nits» de Mahler es van convertir en esdeveniments musicals cada vegada més freqüents; va dirigir la primera representació de les seves simfonies Cinquena i Sisena a Colònia i Essen respectivament, el 1904 i 1906. Es van presentar quatre dels Rückert Lieder i Kindertotenlieder a Viena el 29 de gener de 1905.

#### Matrimoni, família i tragèdia

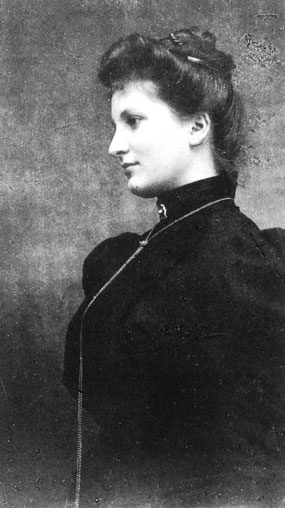
Alma Schindler, esposa de Mahler, el 1899

Durant la seva segona temporada a Viena, Mahler va adquirir un espaiós i modern apartament a l'Auenbruggergasse i va construir una vila estiuenca a la terra que havia comprat a prop del seu nou estudi de composició a Maiernigg. El novembre de 1901 va conèixer a la compositora Alma Schindler, filla del pintor Emil Jakob Schindler i fillastra del pintor Carl Moll, en una reunió social en què va estar present el director teatral Max Burckhard. Inicialment Alma no es va mostrar interessada per conèixer a Mahler, a causa «dels escàndols sobre ell i totes les dones joves que havien aspirat a cantar en l'òpera». Els dos van tenir un fort desacord sobre un ballet d'Alexander von Zemlinsky (Alma va ser alumna seva), però es van posar d'acord per veure's al Hofoper l'endemà. Aquesta trobada va donar lloc a un ràpid festeig. Mahler i Alma es van casar en una cerimònia privada el 9 de març de 1902, tot i la diferència d'edat (Alma tenia dinou anys menys que el compositor). En aquells dies, Alma estava embarassada de la seva primera filla, Maria Anna, que va néixer el 3 de novembre d'aquell any. La seva segona filla, Anna, va néixer el 1904.
Els amics de la parella es van mostrar sorpresos pel matrimoni i van dubtar de la seva idoneïtat. Burckhard va anomenar Mahler com «aquest jueu raquític degenerat», indigne per a una noia de bona família. D'altra banda, la família Mahler considerava a Alma coqueta, poc fiable i massa aficionada a veure a homes joves rendits als seus encants. Mahler era per naturalesa temperamental i autoritari (Natalie Bauer-Lechner, la seva primera companya, va dir que viure amb ell era «estar en un vaixell que es bressola sense parar d'aquí cap allà per les ones»). Alma aviat es va sentir ressentida per haver abandonat els estudis musicals davant la insistència del seu marit que només hi podia haver un compositor en la família. Va escriure al seu diari: «Que dur és ser tan despietadament privada de […] el més proper al cor». El requisit de Mahler que la seva vida matrimonial estigués organitzada al voltant de les seves activitats creatives va generar tensions i van precipitar la rebel·lió per part de la seva esposa. No obstant això, el matrimoni es va caracteritzar per períodes ocasionals de considerable passió, particularment per part de Mahler.
L'estiu de 1907 Mahler, exhaust per les campanyes en contra seva a Viena, va portar a la seva família a Maiernigg. Poc després de la seva arribada les seves filles van emmalaltir d'escarlatina i diftèria. Anna es va recuperar però Maria, després de dues setmanes de lluita, va morir el 12 de juliol. Immediatament després d'aquesta devastadora pèrdua, Mahler va saber que tenia problemes de cor, un diagnòstic confirmat posteriorment per un especialista vienès, que va ordenar una reducció de qualsevol tipus d'exercici vigorós. En quina mesura la seva condició es va minvar no està clara. Alma la va descriure com una sentència de mort virtual, encara que el mateix compositor, en una carta a ella del 30 d'agost, afirmava que seria capaç de portar una vida normal, a part d'evitar el sobreesforç. Tanmateix, la malaltia va ser un factor de depressió posterior. Al final de l'estiu va tancar la vila de Maiernigg i mai va tornar-hi.

### Últims anys (1908-1911)

#### Nova York

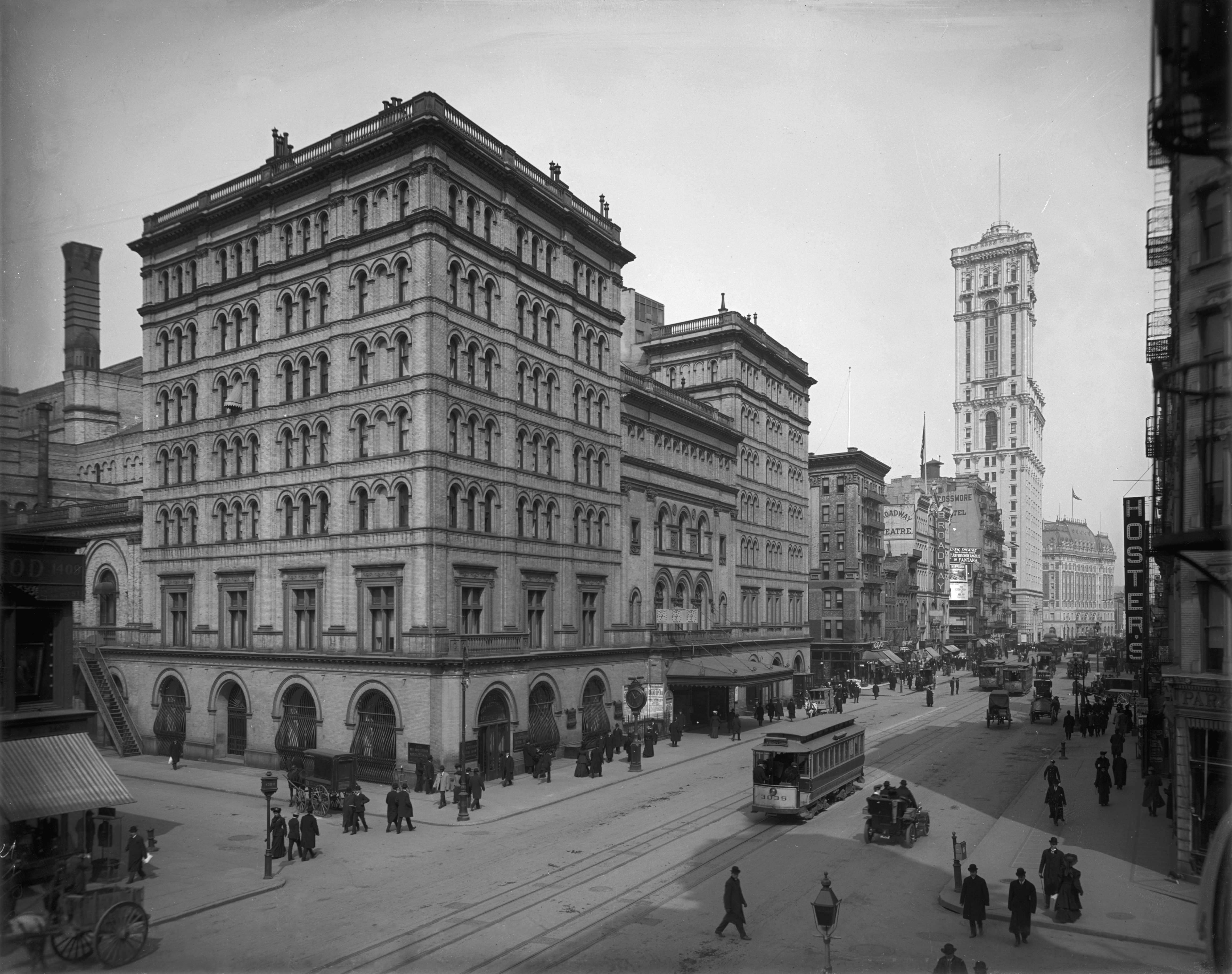
El Metropolitan Opera House de Nova York, aproximadament en l'època en què Mahler el va dirigir, 1908-1909

Mahler va debutar en el Metropolitan Opera House de Nova York l'1 de gener de 1908, per dirigir Tristany i Isolda en la versió abreujada, encara habitual a la ciutat tot i que superada feia temps a Viena. En una atrafegada primera temporada, les seves representacions van ser àmpliament elogiades, especialment la versió de Fidelio del 20 de març de 1908, en la qual va insistir que es fessin servir rèpliques dels escenaris realitzats per Roller a Viena. En la seva tornada a Àustria durant l'estiu de 1908, Mahler es va establir en el tercer i últim dels seus estudis de composició en una pineda propera a Dobbiaco al Tirol. Allà, va utilitzar un text de Hans Bethge, basat en uns antics poemes xinesos, per compondre Das Lied von der Erde (La cançó de la Terra). Malgrat la naturalesa simfònica de l'obra, el compositor va rebutjar numerar-la, amb l'esperança d'escapar de la «maledicció de la novena simfonia» que creia que havia afectat companys compositors com Beethoven, Schubert i Bruckner. El 19 de setembre de 1908, va tenir lloc l'estrena de la Setena Simfonia a Praga, fet que va ser considerat per Alma com un èxit tant de crítica com de públic.

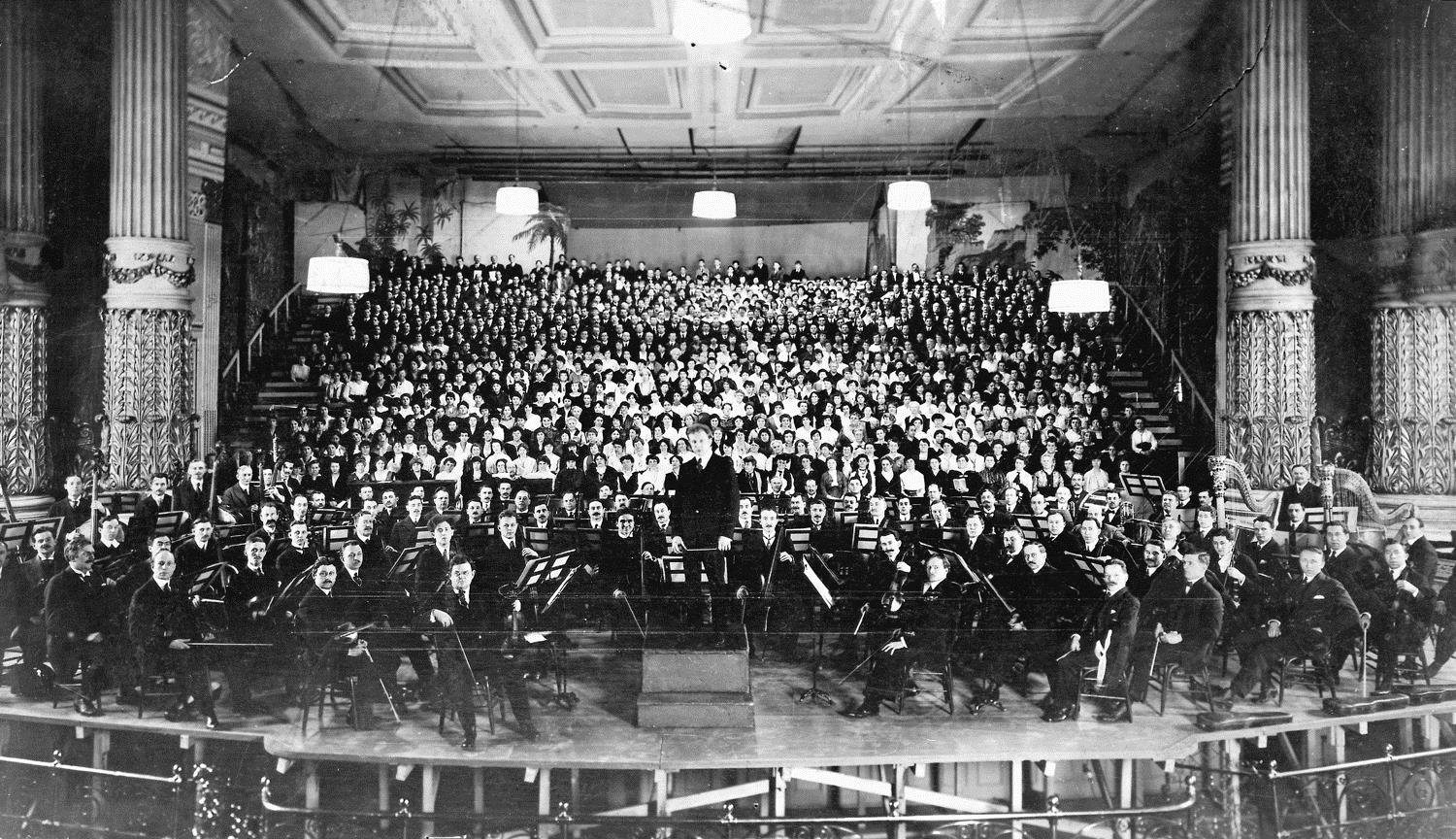
L'estrena de la seva Vuitena Simfonia als Estats Units, la qual va ser dirigida per Leopold Stokowski i interpretada per 1.068 músics

Per a la temporada de 1908-1909, l'administració del Metropolitan va portar al director italià Arturo Toscanini per compartir funcions amb Mahler, que només va fer dinou aparicions en tota la temporada. Una d'elles va ser la molt elogiada representació de La núvia venuda de Bedřich Smetana, el 19 de febrer de 1909. A la primera part de la temporada, Mahler va dirigir tres concerts amb l'Orquestra Simfònica de Nova York. Aquesta renovada experiència de direcció orquestral el va inspirar a renunciar al seu lloc en el teatre d'òpera i a acceptar la direcció de la reformada Orquestra Filharmònica de Nova York. Va continuar realitzant aparicions ocasionals com a convidat al Metropolitan, on va fer l'última representació amb La dama de piques de Txaikovski, el 5 de març de 1910.
De tornada a Europa l'estiu de 1909, Mahler va treballar en la seva Novena Simfonia i va fer una gira dirigint pels Països Baixos. La temporada 1909-1910 de la Filharmònica de Nova York va ser llarga i esgotadora. Mahler va assajar i va dirigir quaranta-sis concerts, però els seus programes van ser sovint molt exigents per al gust popular. La seva pròpia Primera Simfonia, estrenada als Estats Units el 16 de desembre de 1909, va ser una de les peces que no va connectar amb la crítica i el públic, i la temporada va acabar amb grans pèrdues econòmiques. El punt culminant de l'estiu de 1910 de Mahler va ser la primera representació de la Vuitena Simfonia a Múnic el 12 de setembre, l'última de les seves obres estrenada en vida. L'ocasió va ser un triomf (segons el seu biògraf Robert Carr, «segurament l'èxit més gran en vida») però va estar enfosquida per la descoberta del compositor, després de l'esdeveniment, que Alma havia començat una relació amb el jove arquitecte Walter Gropius. Molt angoixat, el compositor va buscar el consell de Sigmund Freud i va semblar obtenir algun consol del psicoanalista. Alma va estar d'acord en quedar-se al costat de Mahler, encara que la relació amb Gropius va continuar de forma clandestina. En senyal d'amor, Mahler li va dedicar la Vuitena Simfonia.

#### Malaltia i mort

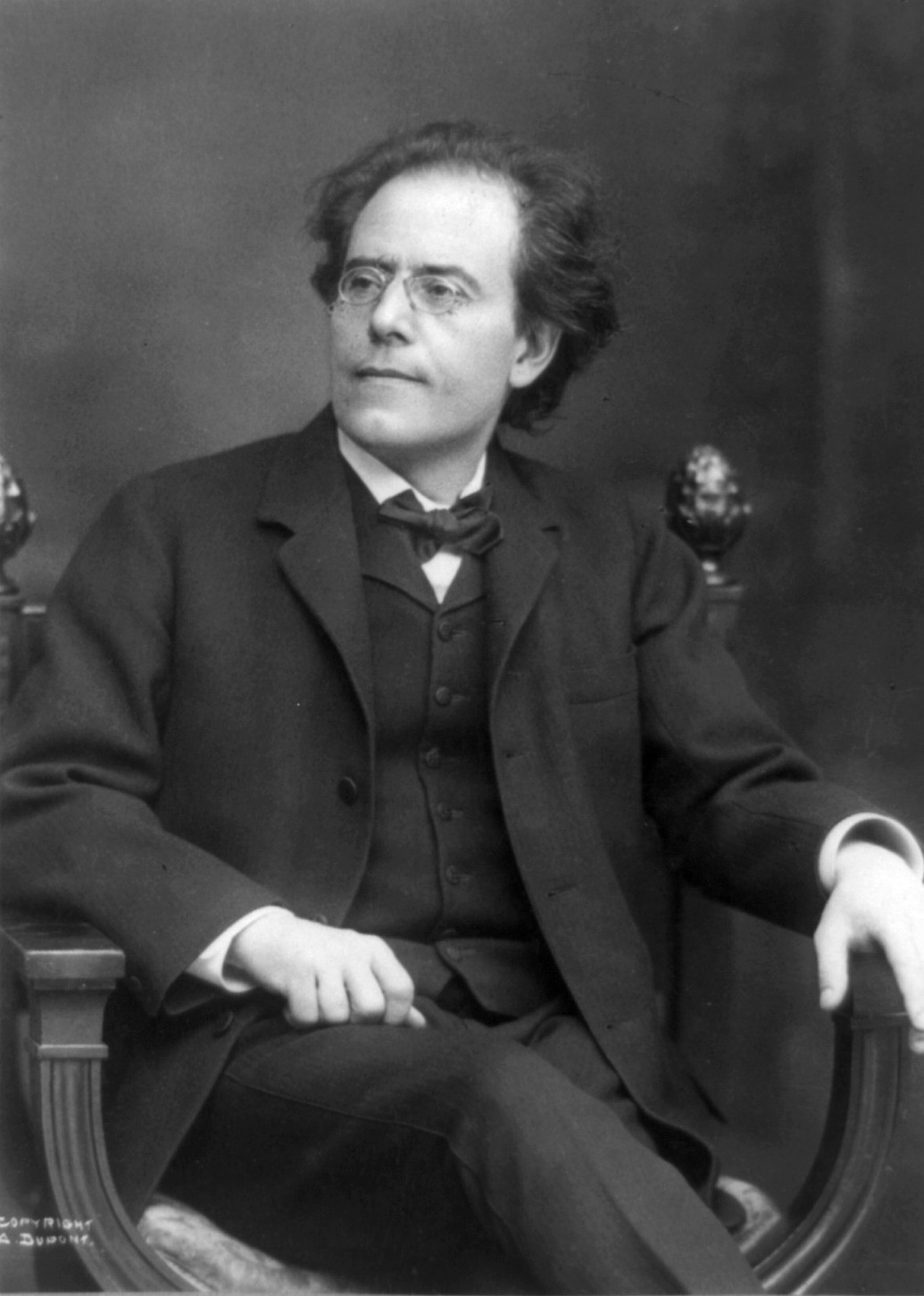
Mahler el 1909, dos anys abans de la seva mort

Tot i les distraccions emocionals, durant l'estiu de 1910 Mahler va treballar en la seva Desena Simfonia, completant l'Adagio i esbossant quatre moviments més. Amb la seva dona, va tornar a Nova York el novembre d'aquest any i es va llançar a una atrafegada temporada de concerts i gires amb la Filharmònica. A prop del Nadal, va començar a patir mal de coll, el qual va persistir durant un temps. El 21 de febrer de 1911, amb una febre de 40 °C, Mahler va insistir en el compliment d'un compromís en el Carnegie Hall, amb un programa relativament anodí. Aquest va ser el seu últim concert. Després de setmanes postrat al llit li van diagnosticar una endocarditis bacteriana, una malaltia a la qual són propenses les persones que pateixen defectes en les vàlvules cardíaques i per a la qual la taxa de supervivents en l'època anterior als antibiòtics era gairebé nul·la. El 1907, després de la mort de la seva filla Maria Anna, li havien diagnosticat una doble lesió valvular reumàtica i ara una endocarditis estreptocòccica. En efecte, en els hemocultius realitzats van créixer estreptococs, i amb aquesta troballa Mahler va passar a ser part de la història de la medicina.
No obstant això, el compositor no va perdre l'esperança, va parlar de la represa de la temporada de concerts i va prendre un gran interès per una composició de la seva esposa que va ser cantada en un recital públic per la soprano Frances Alda el 3 de març.
El 8 d'abril, la família i una infermera permanent van abandonar Nova York a bord del SS Amerika amb destinació a Europa. Van arribar a París deu dies després, on Mahler va ingressar en una clínica de Neuilly-sur-Seine, però no va tenir millora. L'11 de maig, va ser traslladat en tren al sanatori Löw de Viena, on va morir el dia 18 d'aquest mateix mes.

## Les seves primeres composicions
Mahler fou un compositor precoç; a sis anys, ja va compondre un Lied i una Polka amb una marxa fúnebre com a introducció. Així mateix, també inicià la carrera de concertista en aquests anys. Probablement donà el seu primer concert el 1866; d'altres -les dates dels quals estan documentades- es realitzaren l'octubre de 1870 i l'abril i maig de 1873. Una de les obres que interpretà en aquests últims concerts fou la compromesa Fantasia sobre motius de l'òpera “Norma” de Sigismund Thalberg.
Als tretze anys Mahler ja era una celebritat local. Però el fet decisiu es produí vers el 1874 o 1875, quan, en el curs d'unes vacances d'estiu a casa d'un amic a Saslau, conegué en Gustav Schwarz. En aquests anys, Mahler estava treballant en una obra a la memòria del seu germà Ernest titulada Ernst von Schwaben. Durant aquest estiu, Schwarz va tenir oportunitat d'escoltar al piano el jove Gustav; l'episodi fou narrat per aquell en un article aparegut el 1909. Segons sembla, Schwarz restà meravellat de les excel·lents qualitats pianístiques de Mahler, per la qual cosa decidí presentar-lo a un il·lustre professor de piano anomenat Julius Epstein. L'encontre el relatà aquest últim, explicant que Bernhard Mahler arribà amb el seu fill i li demanà que decidís si el noi posseïa suficients qualitats per a arribar a ser un bon músic. A això, Epstein replicà que mai li havia agradat carregar amb la responsabilitat d'haver de decidir el futur d'una altra persona. No obstant això, Epstein escoltà el jove Mahler; les primeres composicions interpretades pel noi no impressionaren de cap manera el professor. Amb tot, en un moment de l'audició, Epstein interrompé el jove pianista i, dirigint-se al seu pare, li manifestà que Gustav era un músic nat. Aquesta opinió sorprengué en Bernhard, ja que, un moment abans s'havia mostrat escèptic. Epstein replicà que en certs casos era quasi impossible equivocar-se.

## Mahler com a director d'orquestra
La seva condició de professor particular de música, així com la de compositor rebutjat, no s'ajustava en absolut a la seva personalitat, per la qual cosa molt aviat s'adaptà a la professió de director d'orquestra. En aquest moment, però, Mahler encara no era del tot conscient que amb això iniciava una de les activitats principals de la seva carrera.
L'afany de perfeccionisme i la seva extremada professionalitat el portaren al punt màxim d'aquesta activitat, quan va ser nomenat director de l'Òpera de Viena. Això, que per a qualsevol altra persona hauria significat una gran satisfacció, ell només ho va sentir com un obstacle per a la seva vocació de compositor. Mahler arribà a qualificar d'«infernal» l'activitat de director. Les seves obligacions com a tal, cada vegada més intenses, el portaren a arraconar la seva faceta de compositor, activitat que havia de reservar per a l'estiu o per a les pauses ocasionals que la tasca li permetia. Amb tot, aquest aspecte negatiu li proporcionava alhora la possibilitat de viure la tradició musical, una experiència de la qual podia treure l'indispensable virtuosisme professional necessari per a la creació pròpia.
Sigui com sigui, els seus inicis foren molt modestos. Mahler va poder dirigir per primer cop mercès a un contracte proporcionat per un agent de vendes. En la localitat de Hall, a l'Alta Àustria, el compositor havia de dirigir en una temporada d'opereta en un petit teatre freqüentat per estiuejants que acudien a fer-se cures en l'aigua iodada del llogaret. En aquest nou lloc de treball, que durà des de maig fins a juliol de 1880, Mahler va tenir-hi moments bons i dolents; entre els primers destaquen l'encoratjament rebut d'Epstein i la cerimoniosa postal que li envià Anton Bruckner. Quant als moments difícils, Alma relata que el compositor hi va travar relació amb alguns aristòcrates aplegats a redós d'un cèlebre pintor de retrats, Heinrich von Angeli: en acomiadar-se al final de la temporada estiuenca, tots quedaren de continuar-se tractant a Viena, però el músic, ja a la capital, trucà debades a les portes dels qui a Hall l'havien rebut tan cordialment; tots aquests aristòcrates li giraren l'esquena. Alma acaba el relat d'aquest fet explicant que «es va veure refusat com a jueu, cosa que el dugué a evitar de fer nous amics, i a partir de llavors es retirà entre els seus amics de joventut».
Després d'això, Mahler inicià una nova etapa d'inactivitat que passà entre Viena i Iglau. Fins al setembre de 1881 no va tenir esperances de cap feina nova. Actuà com a primer director de l'orquestra del Teatre Provincial de Ljubljana. Aquest fou el primer encàrrec important del compositor. Basant-nos en els mateixos testimonis de Mahler, aquests inicis sembla que foren duríssims, sobretot a causa de la mala organització del teatre. Mahler tingué l'oportunitat d'estrenar-se amb Il trovatore i La flauta màgica, a més d'una llarga sèrie de títols de repertori. Com a clausura de la temporada, el març de 1882, dirigí Alessandro Stradell de Friedrich von Flotow.
Una volta més, seguiren diversos mesos d'inactivitat que en aquesta ocasió va passar a Viena. Potser per això, aquest període va ser fructífer en l'àmbit creatiu: a l'apartament de la Wipplingerstrasse, el compositor acabà la sèrie de cinc lieder que posteriorment formarien part del primer volum dels Lieder und Gesänge, que publicaria en tres sèries en la casa Schott de Magúncia. Després de la seva mort, el grup complet dels catorze lieder es reuniren sota el títol de Lieder aus der Jungendzeit ('lieder de joventut'). Els textos d'aquests cinc primers lieder no tenen gaire coherència, ja que són d'autors diferents. N'hi ha dos que estan basats en una traducció d'El burlador de Sevilla de Tirso de Molina; la cinquena balada no és més que el tercer dels Poisl-Lieder, Maitanz im Grünen, amb el títol canviat pel de Hans und Grethe.
A pesar d'haver dirigit una opereta, Boccaccio, de Franz von Suppé, amb la qual va assolir un gran èxit a la seva ciutat natal, sempre es negà a actuar-hi. En els últims dies de 1883, malgrat tot, el compositor acceptà una oferta per dirigir a Olmütz, en la temporada d'òpera que ja s'havia iniciat. Es tractava d'un repte difícil perquè Emil Kaiser, el director oficial del teatre, havia deixat plantat l'administrador, el qual es trobava al caire de la ruïna. Segons sembla, aquesta fou una pèssima experiència per a Mahler, que s'agreujà pel dolor que li produí la mort de Richard Wagner, esdevinguda el 13 de febrer de 1883. A Olmütz, Mahler tingué ocasió de dirigir per primera vegada Carmen de Georges Bizet. La temporada finalitzà pel març i després Mahler tornà a Viena. Aquesta vegada, el període d'inactivitat no seria tant llarg, car molt aviat trobà un lloc en el Reial i Imperial Teatre de Kassel. En canvi, se sap que Mahler fou nomenat segon director d'orquestra i director de cor. Tot i el compromís de quedar-s'hi tres anys, el compositor només hi restà fins al 1885 (i no fins al 1886, com exigia el contracte).
El músic també fou contractat com a compositor. De resultes d'això, durant aquest període va compondre un Preludi amb cor (actualment il·localitzat) i música incidental per a El trompetista de Säkkingen. Quant a la seva activitat de director, cal assenyalar que se li confiaren títols força interessants, com Der Freischütz de Carl Maria von Weber o Les alegres comares de Windsor, d'Otto Nicolai.

## La música de Gustav Mahler

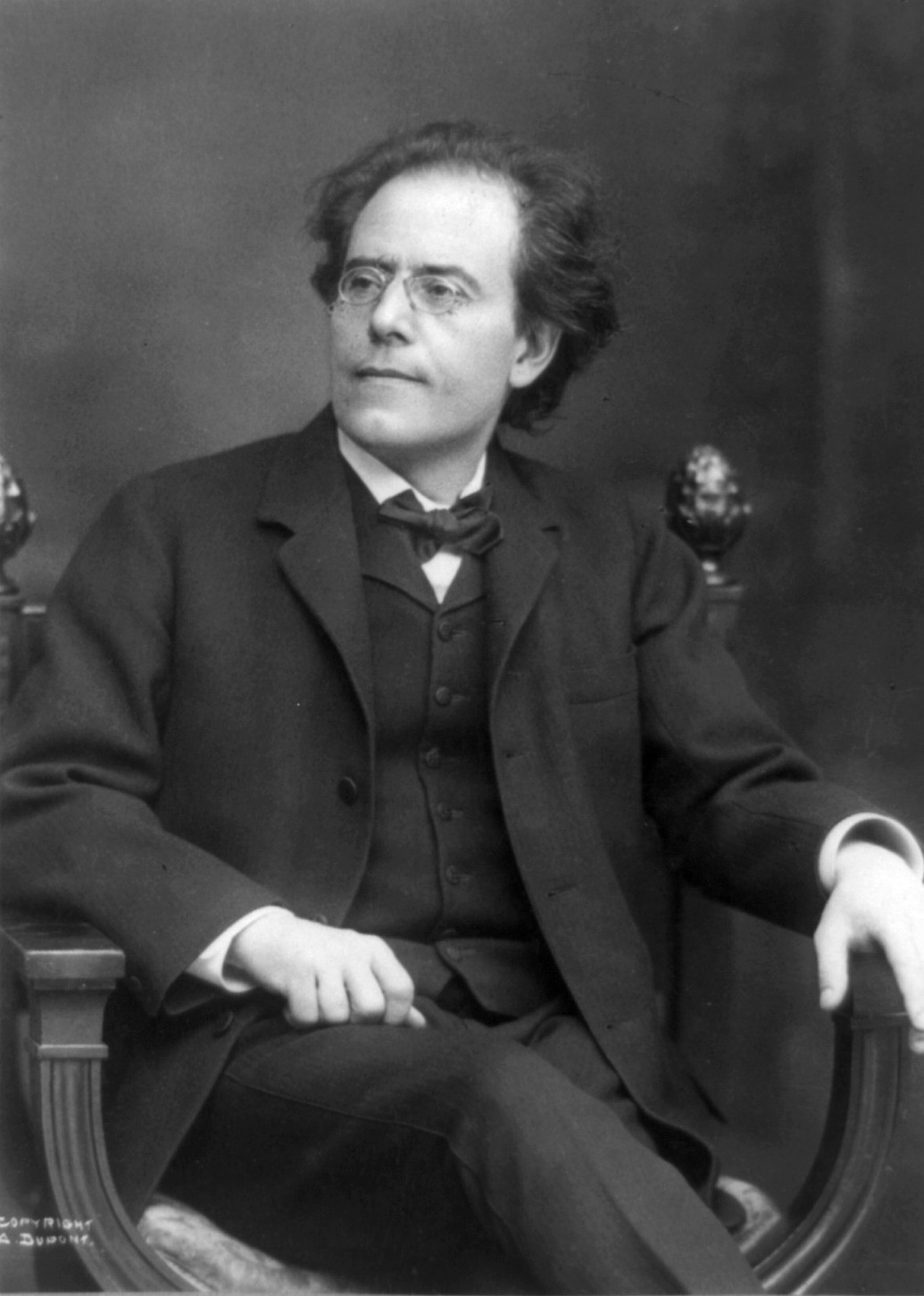
Gustav Mahler l'any 1909

La música de Mahler està ancorada en la tradició alemanya, de Johann Sebastian Bach, de l'«escola de Viena» de Haydn, Mozart, Beethoven i Schubert i de la generació romàntica de Schumann i Mendelssohn. No obstant això, la influència decisiva en la seva obra va venir de Richard Wagner, la música del qual era l'única que posseïa, segons Mahler, un autèntic «desenvolupament».
La música de Mahler combina influències romàntiques -com el fet de donar títols a les seves simfonies, o d'associar-ne programes- amb l'ús de la música popular vienesa i l'art contrapuntístic, utilitzant els immensos recursos de l'orquestra simfònica. L'interès per a estendre el seu univers musical el va portar a desenvolupar la forma simfònica, fins al punt de fer-ne esclatar el motlle formal. Una simfonia havia de ser, segons les seves paraules, un "univers sencer". Consegüentment, Mahler es va enfrontar a dificultats en la presentació de les seves obres i va patir la tendència a revisar-ne sense fi els detalls de l'orquestració.
Hom divideix generalment les seves simfonies en tres períodes:
- El primer període, marcat per la seva interpretació dels poemes del recull Des Knaben Wunderhorn i per la profusió en l'ús de melodies procedents de la seva pròpia musicalització d'aquests poemes, comprèn les quatre primeres simfonies.
- En el segon període, que comprèn les tres simfonies següents, l'expressió esdevé més severa, més tràgica.
- En el darrer període, es fa palesa una importància creixent de la polifonia i comprèn la simfonia núm. 8, anomenada dels mil, la novena simfonia i la desena, inacabada, així com el cicle de lieder amb orquestra Das Lied von der Erde ('el cant de la Terra').

Mahler estava obsedit per l'herència de Beethoven. Tot i trobar-se espaordit pel fet de compondre una simfonia que portara el número 9, va declarar que cadascuna de les seves pròpies simfonies era una «novena», amb tant d'impacte i d'importància com la de l'Oda a l'alegria. Pocs compositors han barrejat fins a aquest punt la seva obra i la seva vida personal. El manuscrit de la desena simfonia du unes notes destinades a la seva esposa, que mantenia una relació amb Walter Gropius, i altres referències autobiogràfiques. Per a completar el retrat, podem afegir-hi la seva obsessió per Déu, amb qui deia que «conversava sovint per telèfon», i per la natura.
Aquests aspectes van conduir a considerar la seva música, fins i tot durant un llarg període després de la seva mort, com a emfàtica, i fins recargolada. Claude Debussy, que havia abandonat ostensiblement la sala en l'estrena parisenca de la Segona simfonia, va manifestar: «Obrim l'ull (i tanquem l'orella)… El gust francès mai no admetrà aquests gegants pneumàtics excepte per servir de reclam a Bibendum».
No obstant això, siga la que siga la durada de les seves obres, o dels efectius requerits per a la seva execució, és cert que realment constitueixen una demostració d'orquestració magistral, aspecte que fins i tot els pitjors detractors de la seva música, a l'època, van estar obligats a reconèixer. Fins i tot, en les obres amb una orquestra petita (com en la quarta simfonia), la delicadesa de l'orquestració, la seva invenció, el fet que els timbres siguen part integrant de la composició fan de Mahler, en molts aspectes, un hereu directe de Berlioz.
Certament, Mahler sempre va intentar innovar i estendre el gènere simfònic, però això no ha de fer oblidar que era també un artesà minuciós, que utilitzava mètodes de treball meticulosos en la planificació ordenada de les seves obres i en els seus estudis dels antics mestres.

## L'herència de Mahler
Mahler va tenir un paper de frontissa entre el període romàntic i el període modern. Les seves obres van tenir una influència decisiva sobre Richard Strauss, Arnold Schönberg, Alban Berg i Anton Webern, com també sobre els directors d'orquestra Bruno Walter i Otto Klemperer, als qui va ajudar en la seva carrera.
Les seves melodies, de vegades al límit de la ruptura, el seu gust pels grans intervals expressius, les modulacions abruptes, la utilització d'acords dissonants en els punts clau quan el programa ho requereix, violant a poc a poc les regles del contrapunt clàssic, van fer possible el gran salt vers l'atonalitat. Entre altres innovacions, hi ha la introducció d'instruments «exòtics» en l'orquestra (guitarra, mandolina), l'extensió de la secció de percussió i l'ús de cors i de solistes vocals en la música simfònica.
Com a director d'orquestra, la seva tècnica i els seus mètodes han sobreviscut fins a l'actualitat. Cèlebre per haver dit que «la tradició és la peresa», exigia un treball intensiu de repeticions abans d'un concert, cosa que conduïa a tensions en les orquestres en què treballava, tot i que per altra banda en millorava el resultat final.
«El meu temps vindrà» va dir Mahler enfront de les dificultats que hi va trobar per fer acceptar les seves obres i, en efecte, això va ser el que es va produir als anys 1960, principalment gràcies a Leonard Bernstein, i després, l'any 1971, gràcies a l'ús de l'"adagietto" de la Cinquena simfonia per Luchino Visconti com a il·lustració musical en la pel·lícula Morte a Venezia. Tot això va engendrar una vertadera passió per la seva música, que la va fer sortir definitivament del relatiu purgatori on havia estat confinada des de la desaparició del seu creador.

## Comiat d'Alma Mahler
Per acabar, res millor que les amargues paraules d'Alma Mahler després d'haver perdut per sempre el seu espòs: «Gustav Mahler se n'ha anat el 18 de maig. Quantes coses han passat, mentrestant. Una vida agitada. Alegries enormes. Avui és la primera nit que dormiré sola al meu nou domicili... Acabo de trobar a la caixa forta el comiat que em dedica Gustav. Són els esborranys de la desena simfonia. Aquestes tremendes paraules des del més enllà són com una aparició».

## Crítica

### Obres primerenques, 1889-1911
L'amic de Mahler Guido Adler calcula que, en el moment de la mort del compositor, el 1911, s'havien realitzat més de 260 actuacions de les simfonies a Europa, Rússia i els Estats Units; la Quarta simfonia, amb 61 representacions realitzades, era la més freqüent. En vida, les seves obres i les seves actuacions van atreure gran interès, però poques vegades l'aprovació sense reserves; anys després de la seva estrena el 1889, els crítics i el públic lluitaven per entendre la Primera simfonia, descrita per un crític després de la interpretació de 1898 a Dresden com "l'obra [simfònica] més maldestra que s'ha produït en la nova època". La Segona simfonia va ser rebuda de manera més positiva; un crític va qualificar-la com "l'obra més magistral del seu tipus des de Mendelssohn". Aquest generós elogi era estrany, sobretot després de l'adhesió de Mahler a la direcció de Viena Hofoper. Els seus molts enemics a la ciutat van utilitzar la premsa antisemita i conservadora per a denigrar gairebé totes les prestacions d'una obra de Mahler; per tant, la Tercera simfonia, un èxit a Krefeld el 1902, va ser tractada a Viena amb menyspreu crític: "Qualsevol persona que hagi comès un fet tal mereix un parell d'anys a presó".
Una barreja d'entusiasme, consternació i menyspreu crític es van convertir en la resposta normal a les noves simfonies de Mahler, tot i que les cançons van ser més ben rebudes. Després que les seves simfonies quarta i cinquena no van poder guanyar l'aprovació del públic general, Mahler estava convençut que la sisena, finalment, seria un èxit. No obstant això, la seva recepció va estar dominada pels comentaris satírics sobre els efectes poc convencionals de la percussió de Mahler, l'ús d'una maça de fusta, vares de bedoll i un enorme bombo quadrat. El crític vienès Heinrich Reinhardt va rebutjar la simfonia com a "bronze, un munt de bronze, increïblement molt més bronze! Encara més, res més que bronze!" El triomf d'un rendiment pur durant la vida de Mahler va ser l'estrena de la Vuitena simfonia a Múnic, el 12 de setembre de 1910, anunciada pels seus promotors com la Simfonia dels Mil En acabar, els aplaudiments i les celebracions reportats es varen prolongar durant una mitja hora.

### Rebutjos discrets, 1911-1950
L'execució de les obres de Mahler es va fer menys freqüent després de la seva mort. Als Països Baixos, la defensa de Willem Mengelberg va assegurar que Mahler continués sent popular. El compromís de Mengelberg amb la Filharmònica de Nova York des de 1922-1928, va portar Mahler amb regularitat a les audiències nord-americanes. No obstant això, la reacció majoritària de la crítica nord-americana a la dècada de 1920 va ser negativa, malgrat un esforç entusiasta del jove compositor Aaron Copland per presentar Mahler com un progressista, avançat 30 anys al seu temps i infinitament més original que Richard Strauss. Anteriorment, el 1916, Leopold Stokowski havia realitzat les estrenes nord-americanes de la Vuitena simfonia i de Das Lied von der Erde a Filadèlfia. La vuitena va ser una actuació amb un èxit sensacional que va ser portat immediatament a Nova York, on va obtenir un nou triomf. A la Gran Bretanya, l'Orquestra Hallé va portar Das Lied i la Novena simfonia a Manchester el 1931. Sir Henry Wood va organitzar la vuitena a Londres el 1930, i de nou el 1938, quan el jove Benjamin Britten va trobar l'actuació "execrable", però, no obstant això, va quedar impressionat per la música. En general, durant aquest període, els crítics britànics tracten Mahler amb condescendència i elogi. Així, Dyneley Hussey escrivia el 1934 que pensava que les "cançons infantils" eren una delícia, però que les simfonies calia deixar-les passar. El compositor director Julius Harrison descriu les simfonies de Mahler com "interessants, de vegades, però laboriosament elaborades", i com mancades d'espurna creativa. George Bernard Shaw, en el seu paper de crític musical, va pensar que les audiències musicals de la dècada de 1930 trobarien Mahler (i Bruckner) "cars i de segona classe".
Abans que la música de Mahler fos prohibida com a "música degenerada" durant el període nazi, les simfonies i les cançons es tocaven a les sales de concerts d'Alemanya i Àustria, sovint dutes a terme per Bruno Walter i el jove ajudant de Mahler Otto Klemperer i Willem Mengelberg. A Àustria, el treball de Mahler va experimentar un breu renaixement entre 1934 i 1938, un període conegut avui com a Austrofascisme, quan el règim autoritari, amb l'ajuda d'Alma Mahler i Bruno Walter, que estaven en bones relacions amb el nou canceller Kurt Schuschnigg, van tractar de fer de Mahler una icona nacional (amb un estatus comparable al de Wagner a Alemanya). La música de Mahler es va interpretar durant l'era nazi a Berlín a principis de 1941 i a Amsterdam durant l'ocupació alemanya dels Països Baixos per orquestres jueves i només per al públic jueu; entre les obres interpretades, s'inclou la Segona simfonia (Berlín), les simfonies primera i quarta, i les Cançons d'un caminant (Amsterdam).

### Renaixement modern
Segons el compositor nord-americà David Schiff, el seu compatriota Leonard Bernstein acostumava a expressar que ell només havia rescatat Mahler de l'oblit el 1960, després de 50 anys d'abandonament. Schiff assenyala que aquesta negligència era només una mica inferior que el desconeixement de Bach els anys següents a la seva mort. Encara que Bernstein va donar a la reactivació de Mahler un nou impuls, ja s'havia iniciat abans de 1960, per part de directors com Stokowski, Dimitri Mitropoulos i John Barbirolli i pel molt de temps defensor de Mahler, Aaron Copland.
Deryck Cooke sosté que la popularitat de Mahler es va intensificar quan va sorgir una nova generació de postguerra dels amants de la música, no contaminats per "les polèmiques antiquades d'antiromanticisme", que havia afectat la reputació de Mahler en els anys d'entreguerres. En aquesta era més lliure, l'entusiasme per Mahler es va estendre i tot a llocs com Espanya, França o Itàlia, que s'hi havien resistit a ell durant molt de temps. L'explicació de Robert Carr sobre el reconeixement de Mahler a la dècada de 1950 és que "va ser l'aparició del disc de llarga durada [a la dècada de 1950] més que la Zeitgeist el que va fer possible un avanç integral. L'obra de Mahler es va convertir en accessible i repetible a la llar". Els anys següents al seu centenari el 1960, Mahler es va convertir ràpidament en un dels més realitzats i més enregistrats de tots els compositors, i ha estat així durant molt de temps. A la Gran Bretanya i en altres llocs, assenyala Carr, la mesura de les actuacions i enregistraments de Mahler ha substituït una relativa fam amb un excés d'oferta, comportant problemes d'excés de familiaritat.

## Obres
| SIMFONIES        |                     |                    |            |           |                                                                                   |               |
| Títol            | Sobrenom            | Tonalitat          | Composició | Moviments | Orquestració                                                                      | Durada        |
| Simfonia núm. 1  | «Tità»              | Re major           | 1884-1888  | 4         | Orquestra                                                                         | 55-60 minuts  |
| Simfonia núm. 2  | «Resurrecció»       | Do menor           | 1888-1894  | 5         | Orquestra, contralt, soprano, cor                                                 | 80-95 minuts  |
| Simfonia núm. 3  |                     | Re menor           | 1893-1896  | 6         | Orquestra, contralt, cor infantil, cor femení.                                    | 95-105 minuts |
| Simfonia núm. 4  |                     | Sol major          | 1899-1900  | 4         | Orquestra, soprano                                                                | 55-60 minuts  |
| Simfonia núm. 5  |                     | Do sostingut menor | 1901-1902  | 5         | Orquestra                                                                         | 70-75 minuts  |
| Simfonia núm. 6  | «Tràgica»           | La menor           | 1903-1904  | 4         | Orquestra                                                                         | 80-90 minuts  |
| Simfonia núm. 7  | «Cant de la nit»    | Si menor           | 1904-1905  | 5         | Orquestra                                                                         | 80-90 minuts  |
| Simfonia núm. 8  | «Simfonia dels mil» | Mi bemoll major    | 1906-1907  | 2         | Orquestra, dues sopranos, dues mezzosopranos, contralt, tenor, baríton, baix, cor | 80-90 minuts  |
| Simfonia núm. 9  |                     | Re major           | 1908-1909  | 4         | Orquestra                                                                         | 85-95 minuts  |
| Simfonia núm. 10 | «Inacabada»         | Fa sostingut major | 1910       | 5         | Orquestra                                                                         | 25 minuts     |

| OBRES VOCALS                                      |                                                                            |                                               |                     |         |              |
| Títol                                             | Traducció                                                                  | Text                                          | Composició          | Cants   | Durada       |
| Das klagende Lied                                 | La cançó del plany                                                         | Gustav Mahler                                 | 1878-1880 1896-1899 | 3 parts | 60-70 minuts |
| Lieder aus der Jugendzeit                         | Cants de joventut Tres Lieder, Cinc Lieder i Nou primers Wunderhorn Lieder | Gustav Mahler Richard Leander Tirso de Molina | 1880-1883           | 17      |              |
| Lieder eines fahrenden Gesellen                   | Cançó del company errant                                                   | Gustav Mahler                                 | 1883-1885           | 4       | 15-20 minuts |
| Lieder nach Gedichten aus »Des Knaben Wunderhorn« | Lieder sobre els poemes del «Knaben Wunderhorn»                            |                                               | 1888-1894           | 13      | 55-60 minuts |
| Rückert-Lieder                                    | Rückert-Lieder                                                             | Friedrich Rückert                             | 1901-1902           | 5       | 17-23 minuts |
| Kindertotenlieder                                 | Cants per als infants morts                                                | Friedrich Rückert                             | 1901-1904           | 5       | 25-30 minuts |
| Das Lied von der Erde                             | El cant de la terra                                                        | Hans Bethge                                   | 1908-1909           | 6       | 60-70 minuts |

### Teatre
- Ronald Harwood: Mahler's Conversion, Faber Publishing, 2001 (anglès)
- Francis Huster: Putzi, 1991.
- Francis Huster: Mahler, 2000.

### Novel·les
- Thomas Mann: Der Tod in Venedig (La mort a Venècia), 1912.

## Filmografia
- Mahler, un film de Ken Russell, Regne Unit, (1974), amb Robert Powell.
- Bride of the Wind, un film de Bruce Beresford, Regne Unit/Alemanya/âustria, 2001, amb Sarah Wynter i Jonathan Pryce.
- Morte a Venezia (La morta a Venècia), un film de Luchino Visconti, Itàlia/França, 1971, amb Dirk Bogarde, basada en la novel·la de Thomas Mann.
- Death in Venice, una TV film de Robin Lough, Regne Unit, 1990, amb Robert Tear, basada en la novel·la de Thomas Mann.
- Death in Venice, una TV film de Tony Palmer, Regne Unit, 1981, amb Robert Gard, basada en la novel·la de Thomas Mann.
- Sterben werd ich um zu leben - Gustav Mahler, un film de Wolfgang Lesowsky, 1987, amb Reinhard Hauser.
- Conducting Mahler, un documental de Frank Scheffer, Països Baixos, 1995, amb Simon Rattle, Riccardo Muti i Bernard Haitink.
- Dracula, Pages from a Virgin's Diary, un film-ballet Arxivat 2008-10-22 a Wayback Machine. expressionnista de Guy Maddin, Canadà, 2001.